# Littérature belge
 (septembre 2017).
Si vous disposez d'ouvrages ou d'articles de référence ou si vous connaissez des sites web de qualité traitant du thème abordé ici, merci de compléter l'article en donnant les références utiles à sa vérifiabilité et en les liant à la section « Notes et références ».

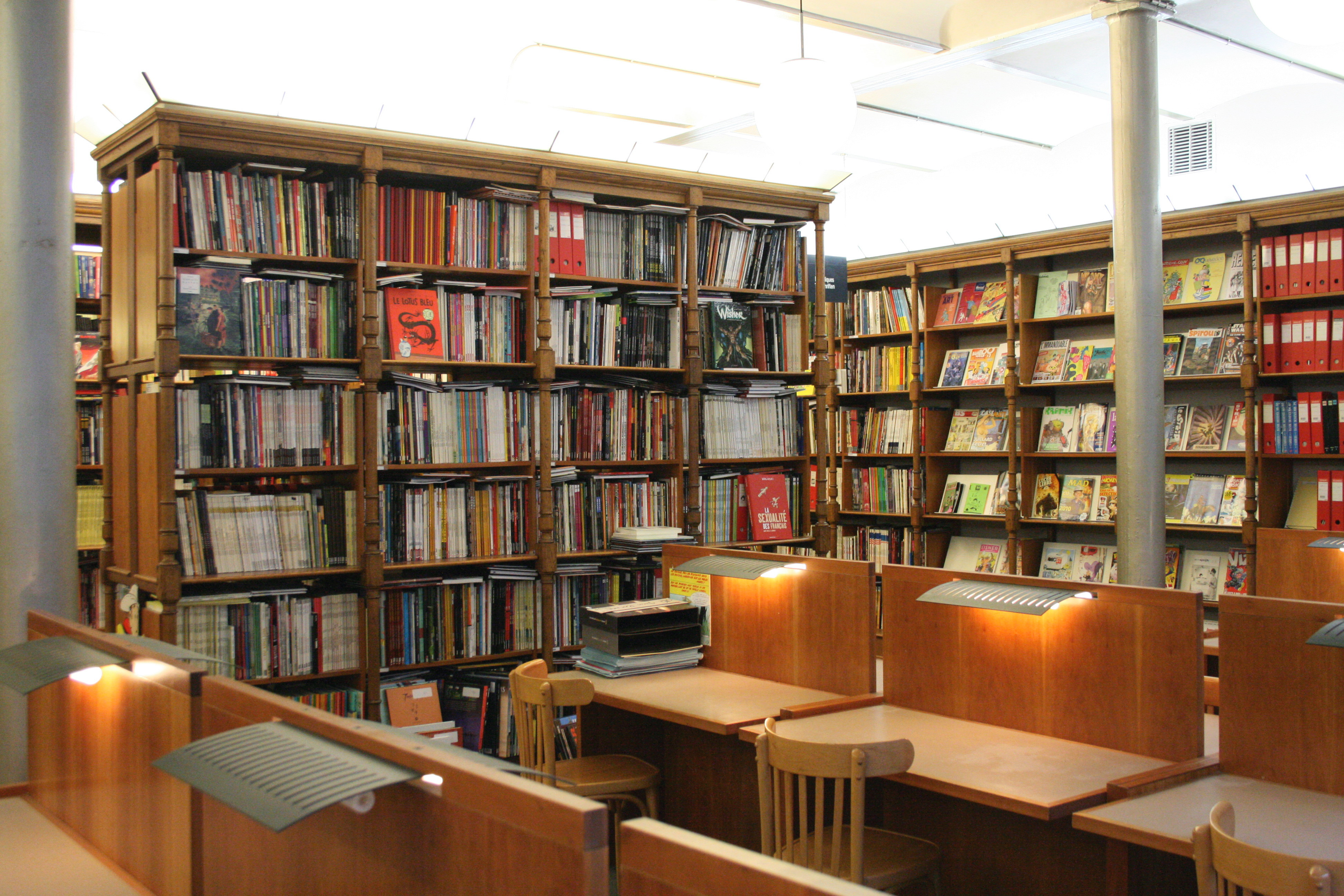
Bibliothèque du Centre belge de la bande dessinée

La Belgique est un pays biculturel, il n'y a donc pas, à proprement parler, de « littérature belge » qui réunisse l'ensemble des auteurs flamands et wallons. Les écrivains belges font partie et participent soit à la littérature française, soit à la littérature néerlandaise, voire allemande (dans les Cantons de l'Est). D'autre part, la Belgique n'existant pas avant 1830, on entend par « auteurs belges », les écrivains, francophones, néerlandophones ou germanophones, vivant ou ayant vécu sur le territoire belge actuel.
Les écrivains flamands sont couramment lus aux Pays-Bas ; les écrivains belges francophones sont couramment lus en France. Mais il est très rare qu'une œuvre en néerlandais pénètre la sphère culturelle francophone et les auteurs belges francophones se tournent généralement vers Paris plutôt que vers leurs voisins du nord. 
il existe une littérature régionale, notamment wallophone.

## Littérature belge francophone

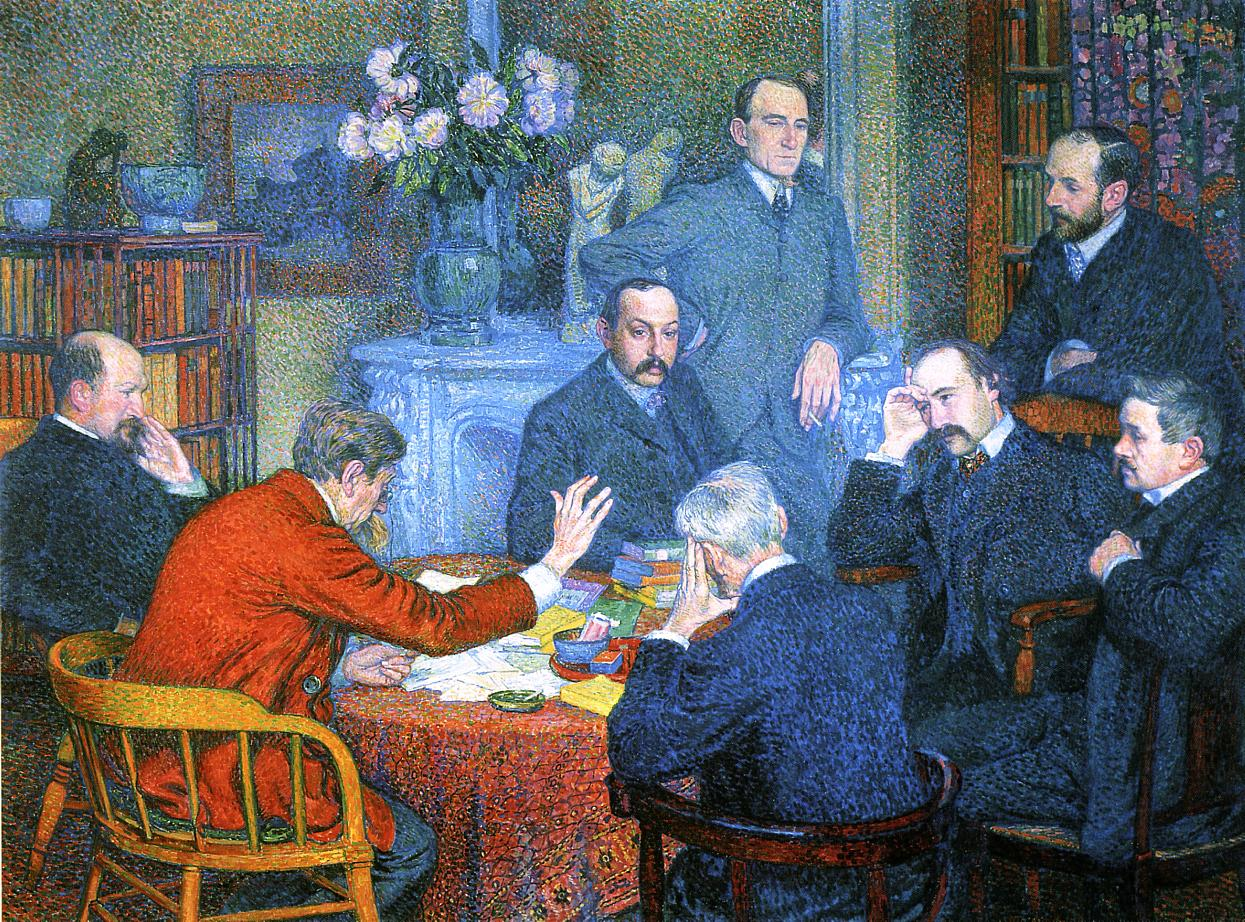
Théo Van Rysselberghe : Une lecture d'Émile Verhaeren.

La Belgique actuelle devient pour une grande partie francophone au XVIe siècle dans les cercles aristocratiques et les sphères de pouvoir. Cependant le flamand ou plutôt le néerlandais se maintient par exemple dans la justice, ainsi que dans la législation. La littérature n'atteint plus le niveau des siècles précédents, en grande partie à cause de l'émigration d'une importante élite vers les Provinces Réunies de Hollande pendant les guerres de religion. 
Le langage du peuple non éduqué reste essentiellement dialectal (flamand occidental, flamand oriental, brabançon et limbourgeois au nord, wallon et picard au sud, avec quelques nuances.

La cour bourguignonne, puis habsbourgeoise espagnole et surtout autrichienne, est francophone. Ce phénomène de francisation est encore plus vrai durant la période française qui se termine en 1815 (cf. histoire de la Belgique)

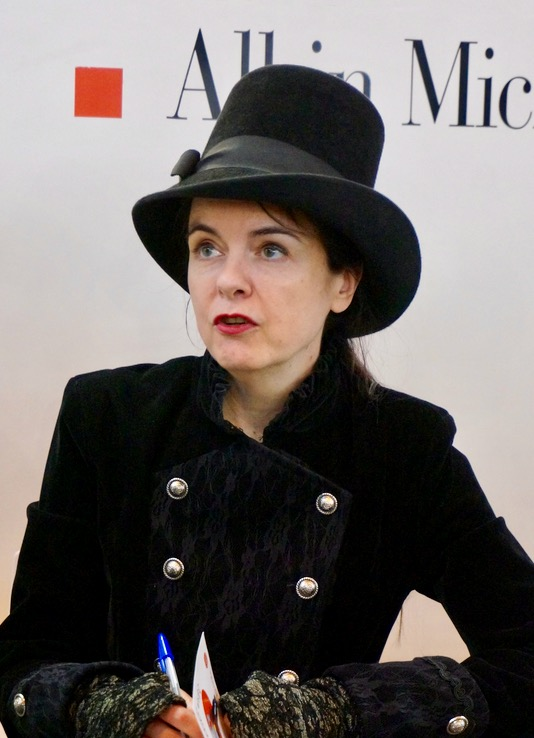
Amélie Nothomb (2015)

Mais il en est ainsi de toute l'Europe.
Néanmoins des tentatives de valorisation de la langue flamande et néerlandaise ont vu le jour en Belgique (cf. l'œuvre écrit de David Joris). La répression espagnole et la contre-réforme tridentine ont cependant étouffé ces désirs dans l'œuf (interdiction de la lecture de la Bible, etc.) De plus l'intelligentsia flamande a fui sous Charles Quint et Philippe II vers le Nord essentiellement, au-delà des frontières des Pays-Bas du Sud.

L'élite restée au pays était donc en grande partie francophone ou plutôt l'élite en Flandre pouvait s'exprimer dans les deux langues.
La Belgique actuelle date de 1830. 
C'est un état francophone bâti en opposition au régime orangiste néerlandais. À cette époque, l'enseignement se fait donc essentiellement en français, également dans un souci jacobin de franciser les classes sociales supérieures puis moyennes, et par là les masses populaires.
À partir de la fin du XIXe siècle, la littérature belge francophone prend véritablement son essor avec des grands noms comme : Charles De Coster, Camille Lemonnier, Georges Rodenbach, Émile Verhaeren, Maurice Maeterlinck. 
Au XXe siècle, des auteurs comme Géo Norge (1898-1990), Marie Gevers (1883-1975), Thomas Owen (1910-2002), Jean Ray, Arthur Masson (1896-1970), Michel de Ghelderode, Simenon, les surréalistes Paul Nougé (1895-1967), Louis Scutenaire, Irène Hamoir, ou plus récemment Suzanne Lilar, Françoise Mallet-Joris, Conrad Detrez, Madeleine Bourdouxhe (1906-1996), Henry Bauchau (1913-2012), François Emmanuel (1952-), Nicole Malinconi (1946-), Éric-Emmanuel Schmitt , Amélie Nothomb, Jean-Pierre Otte, Hubert Antoine  montrent que la littérature belge francophone est bien vivante. De plus, la Communauté française de Belgique est si l'on peut dire le pays de la bande dessinée et de grands noms comme Hergé (1907-1983), Jijé (1914-1980) et Franquin (1924-1997) ont beaucoup apporté au rayonnement culturel du pays.
Au XXIe siècle, une nouvelle littérature belge francophone s'affirme, particulièrement au théâtre. 

### Sélection d'auteurs

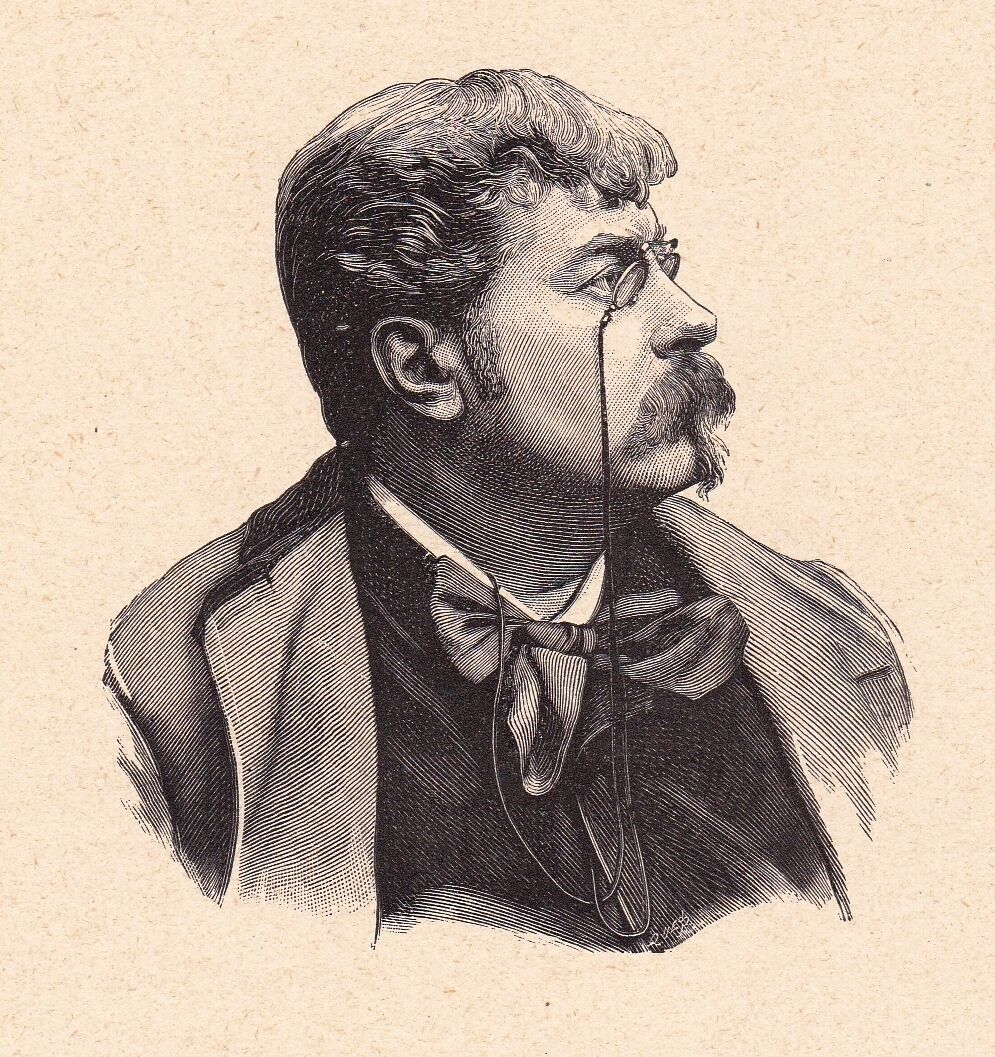
Camille Lemonnier (1844-1913)
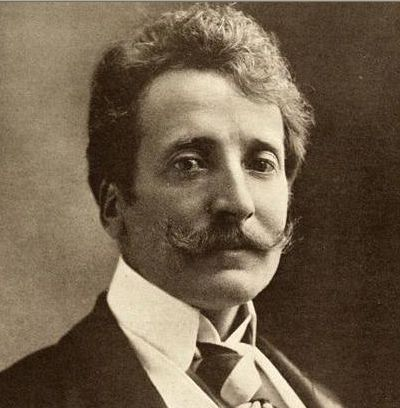
Georges Rodenbach (1855-1898)
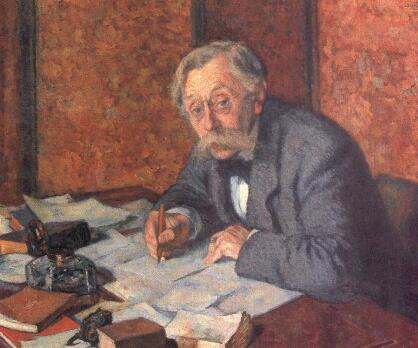
Émile Verhaeren (1855-1916)
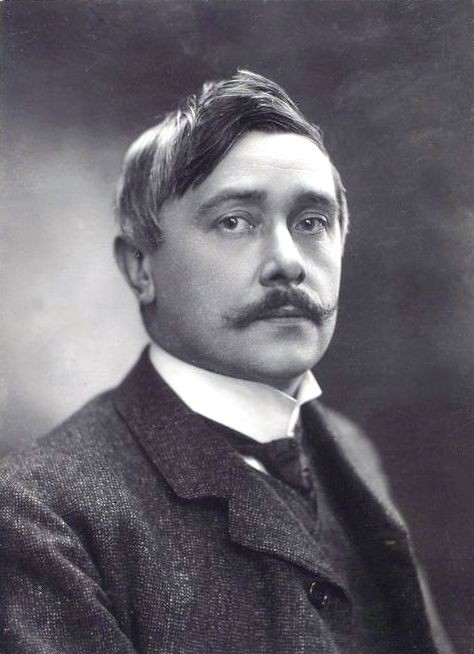
Maurice Maeterlinck (1862-1949)
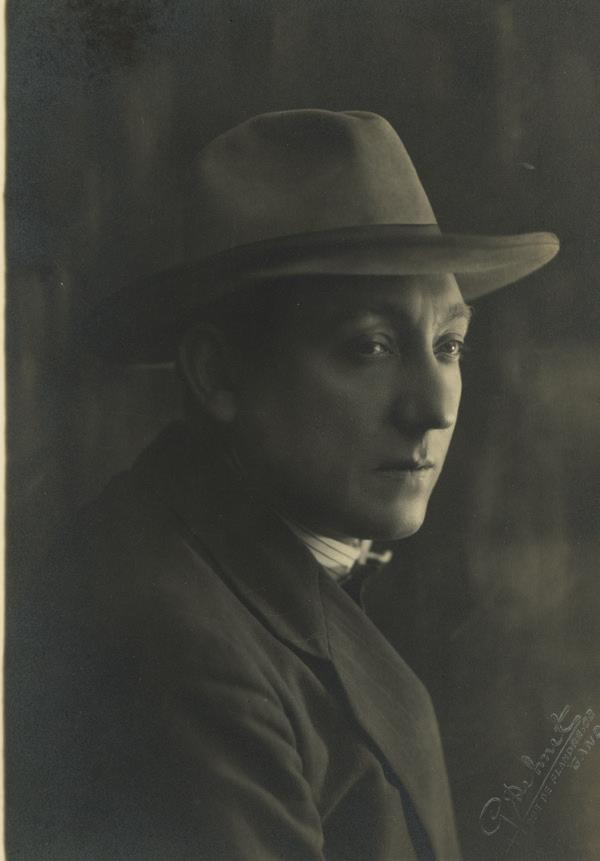
Jean Ray (1887-1964)
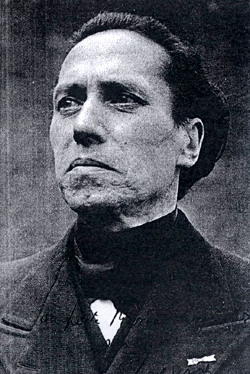
Michel de Ghelderode (1898-1962)
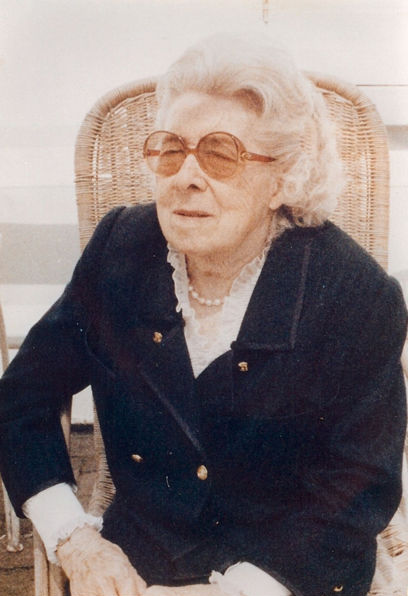
Suzanne Lilar (1901-1992)
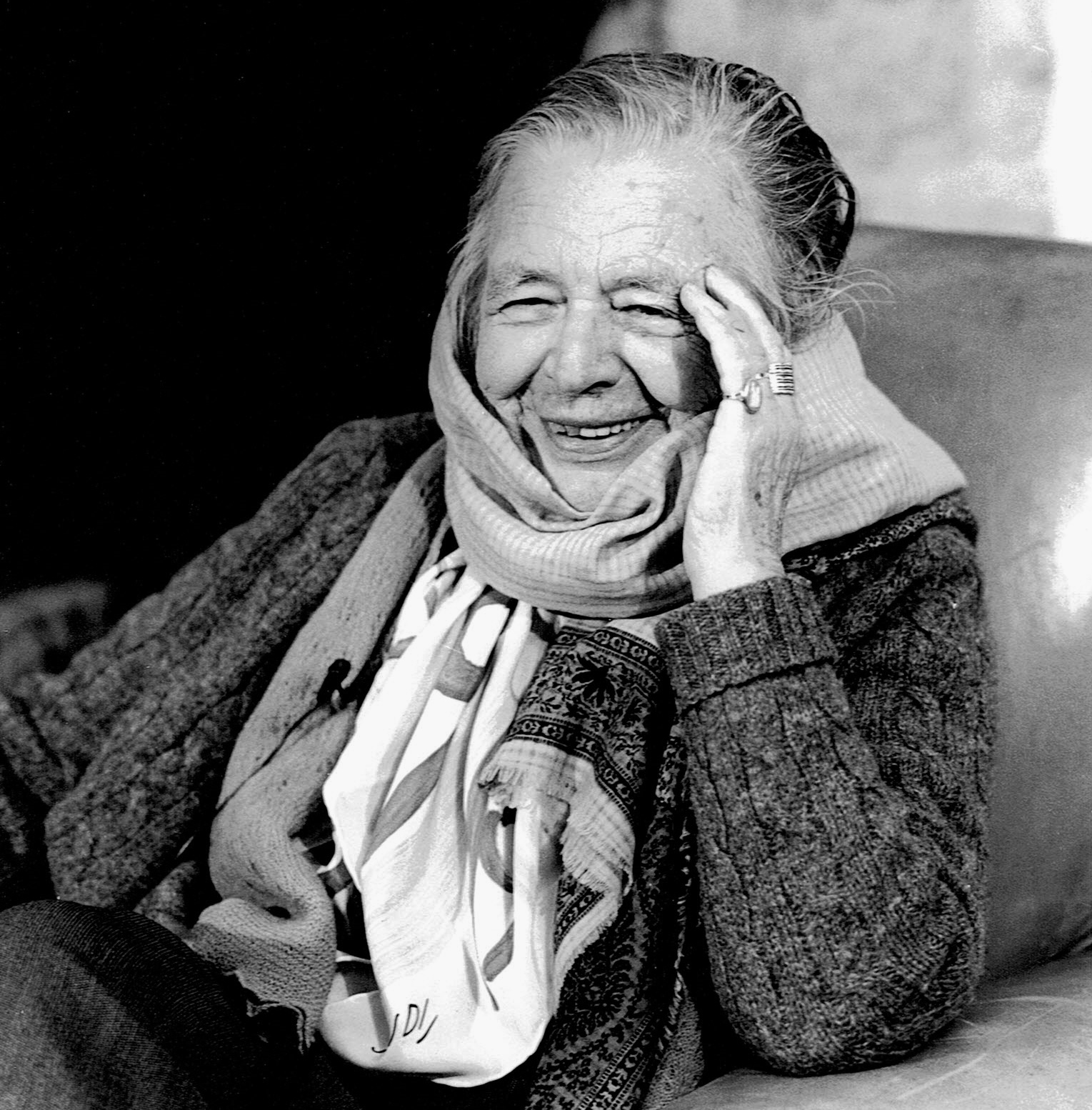
Marguerite Yourcenar (1903-1987)
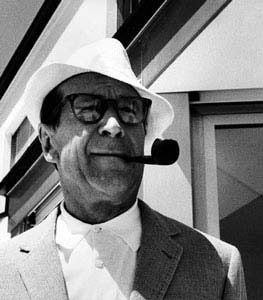
Georges Simenon (1903-1989)
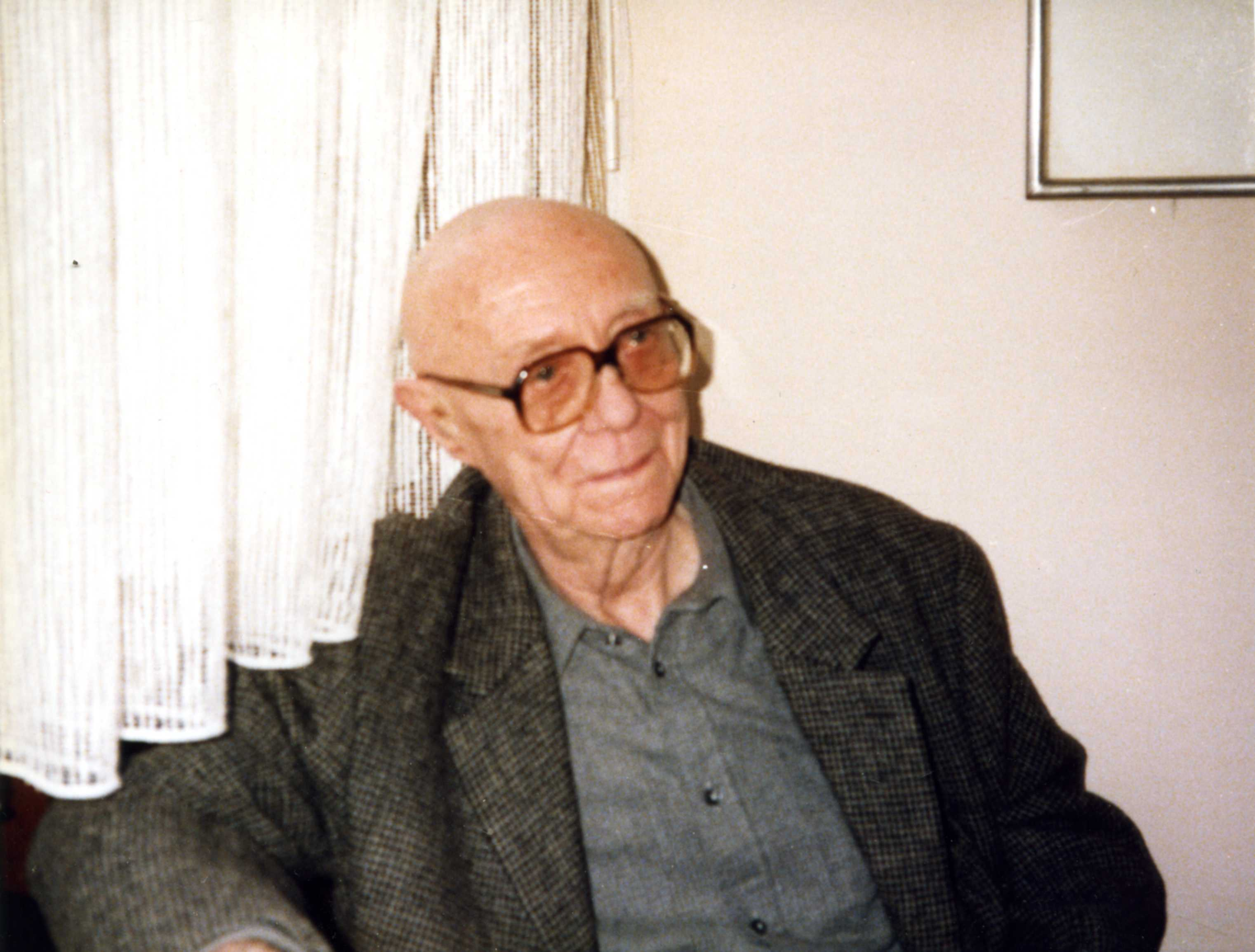
Louis Scutenaire (1905-1987)
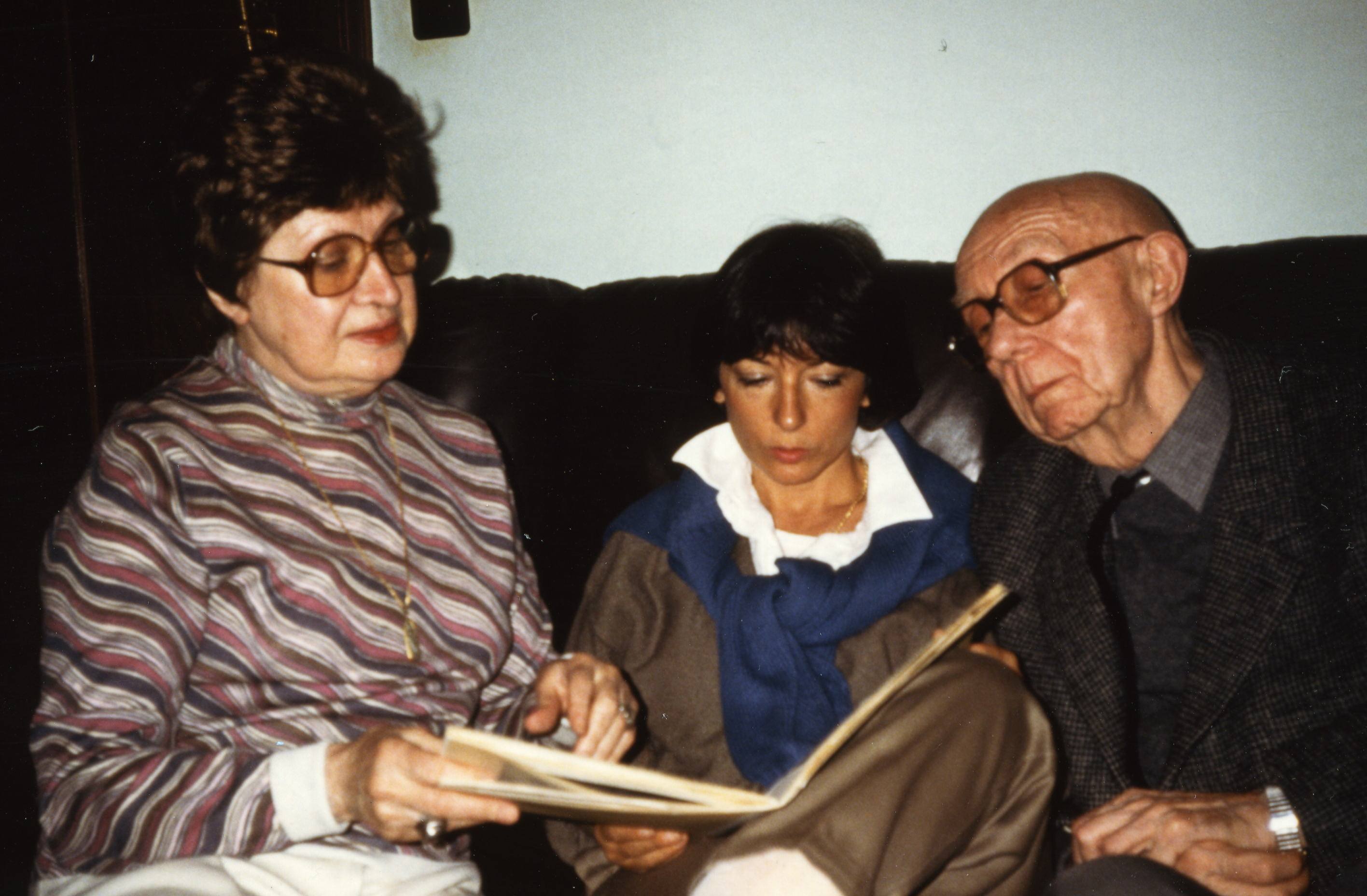
Irène Hamoir (1906-1994)
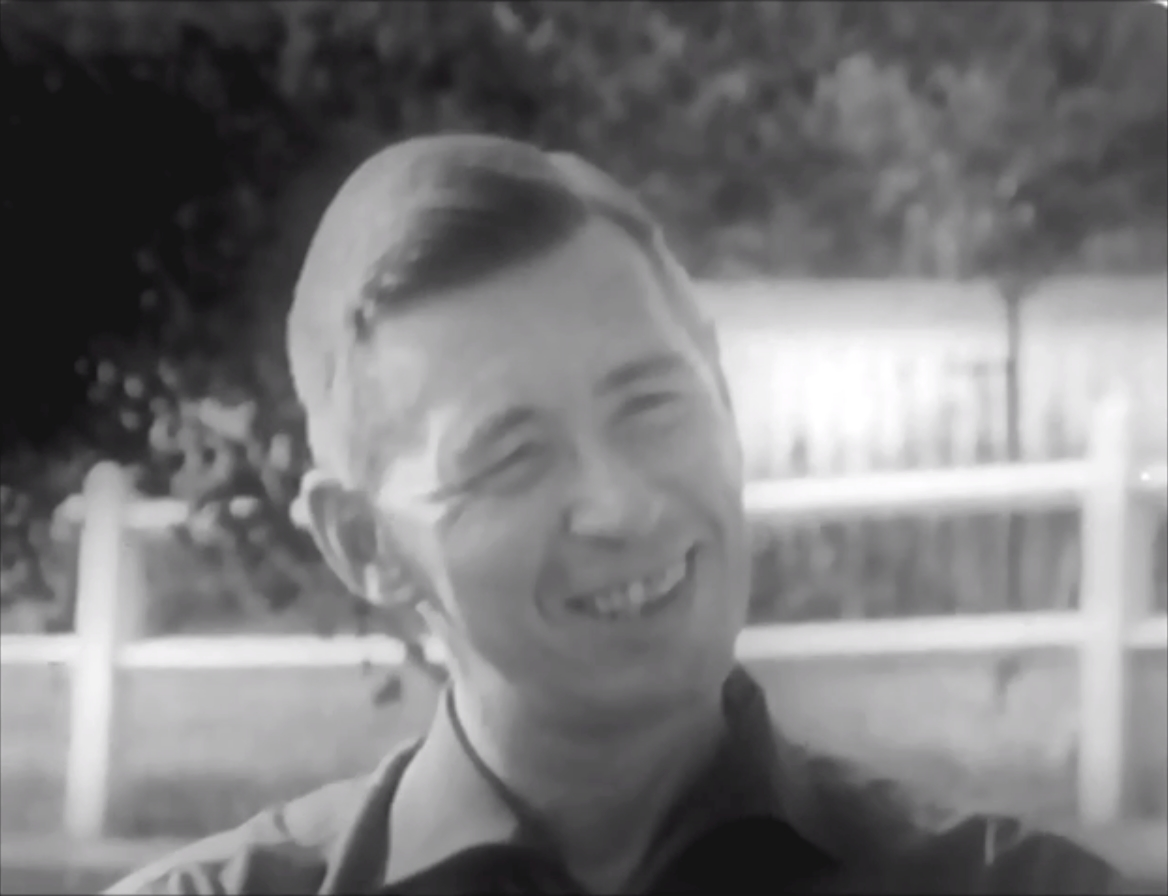
Hergé (1907-1983)
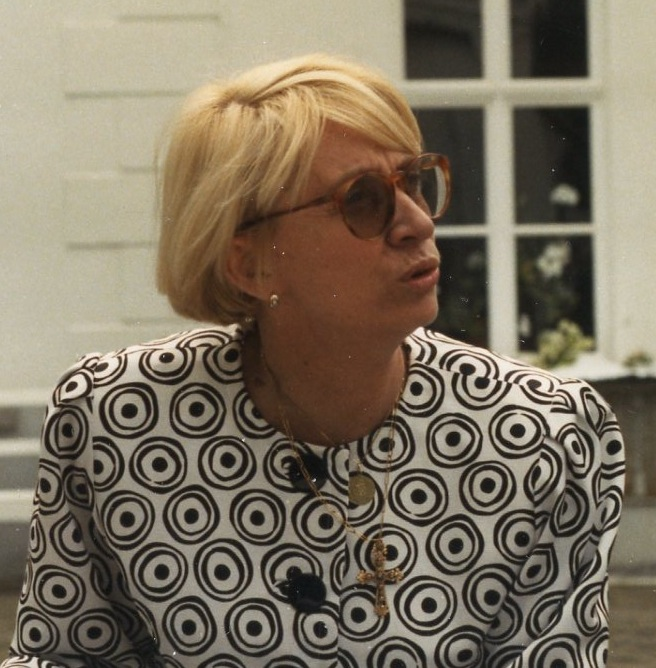
Françoise Mallet-Joris (1930-2016)
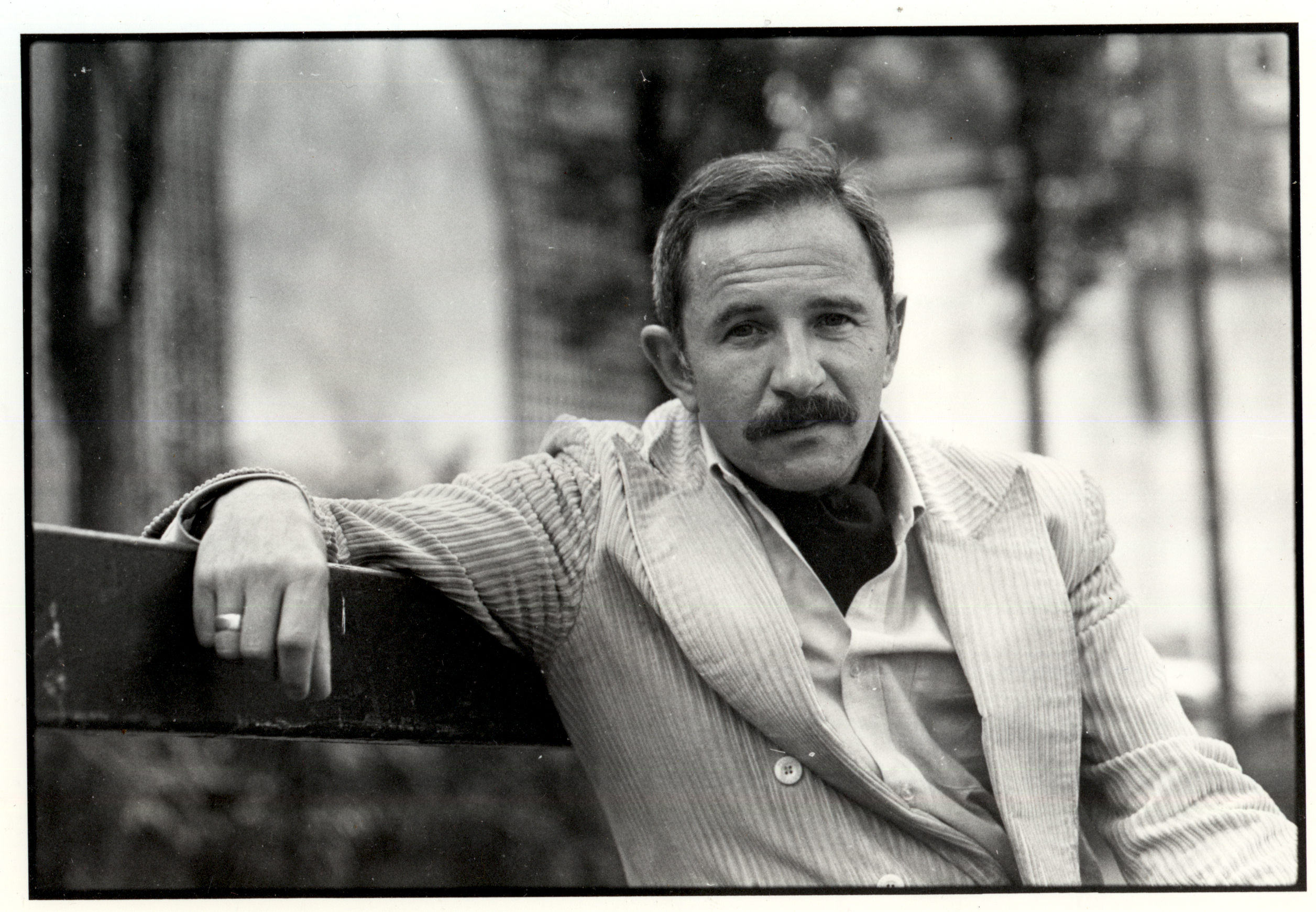
Conrad Detrez (1937-1985)
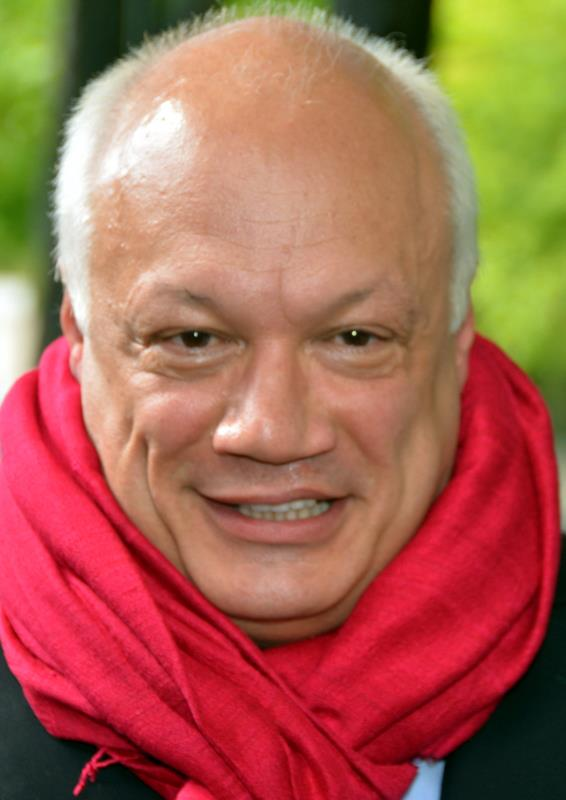
Éric-Emmanuel Schmitt (1960-)
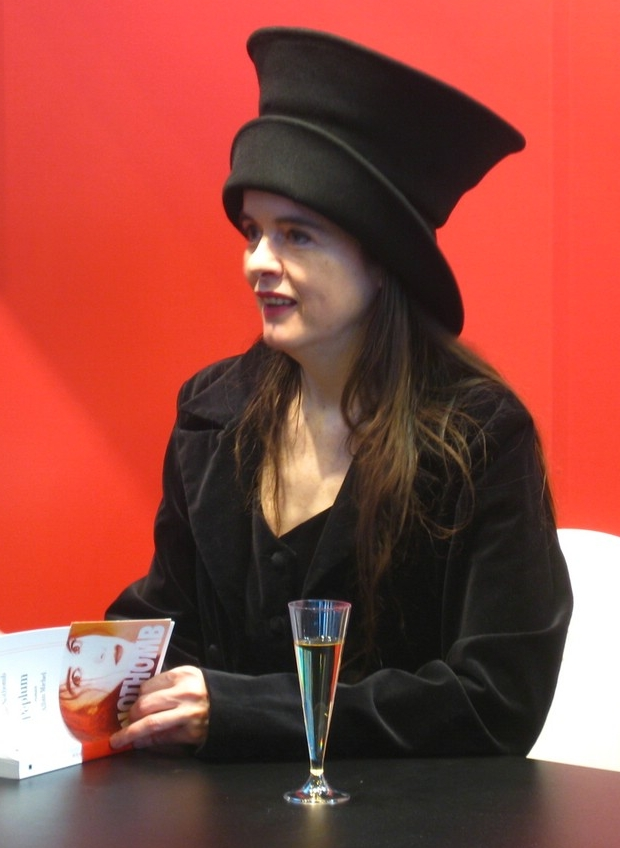
Amélie Nothomb (1966-)

## Littérature belge néerlandophone
Il s'agit d'œuvres écrites en néerlandais dans le contexte belge. Une littérature flamande ou néerlandophone abondante et de haut niveau depuis le début du Moyen Âge fleurissait sur le territoire qui est devenu la Belgique en 1830. (Il est à remarquer qu'en Belgique on emploie souvent le mot flamand pour désigner la langue néerlandaise, ce qui est considéré un abus de langage) La littérature belge néerlandophone est la littérature belge des écrivains s'exprimant en néerlandais.  En Belgique depuis sa naissance en 1830 l'éducation a longtemps été entièrement basée sur le français. S'il existait bien une école primaire où l'apprentissage s'effectuait en flamand, les grades supérieurs ne pouvaient se faire qu'en français, quoique les Flamands fussent majoritaires. Cette situation aboutit à la guerre des langues en Belgique et explique ceci : la littérature belge néerlandophone est moins abondante que la littérature belge francophone. En effet, jusqu'au XXe siècle, du  moins dans le contexte Belge (depuis 1830), le néerlandais est resté une langue (ou plutôt, même, un ensemble de dialectes) populaire délaissée par l'élite flamande qui s'exprimait souvent en français.

Conséquemment, nombreux furent les écrivains flamands de langue française, comme Maeterlinck, Émile Verhaeren et Marie Gevers. Toutefois, d'autres conservent leur langue maternelle pour rédiger leurs œuvres, tels Guido Gezelle, Félix Timmermans et Marnix Gijsen. D'autres enfin passent d'une langue à l'autre. Parmi ceux-ci, le plus illustre change de nom de plume en même temps que de langue, signant "Jean Ray" ses œuvres écrites en français, "John Flanders" celles rédigées en néerlandais.
Les écrivains flamands sont couramment lus aux Pays-Bas, et vice versa. Parmi les écrivains flamands les plus connus, l'on note Hugo Claus, Louis Paul Boon, Kristien Hemmerechts, Tom Lanoye, Anne Provoost et Geert van Istendael.

### Sélection d'auteurs

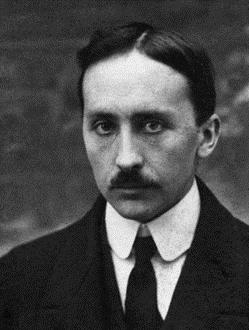
Willem Elsschot (1882-1960)
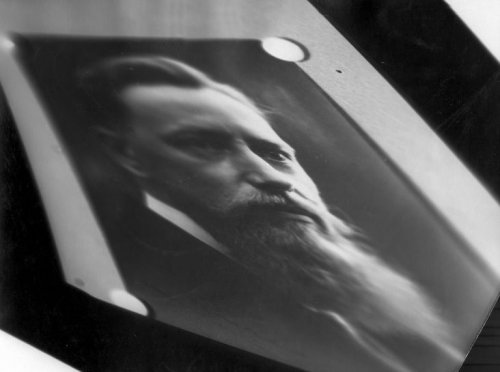
Ernest Claes (1885-1968)
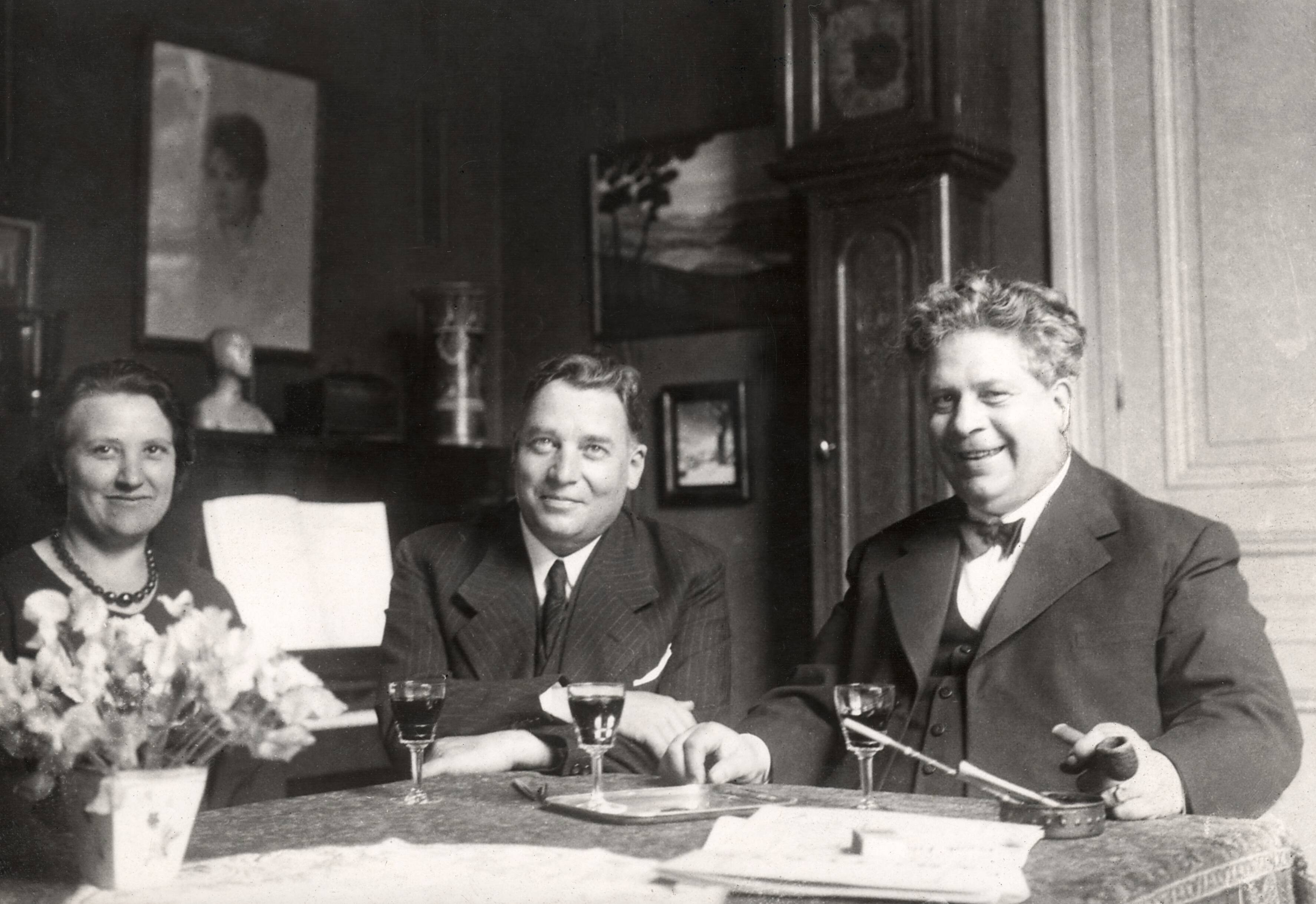
Félix Timmermans (1886-1947)
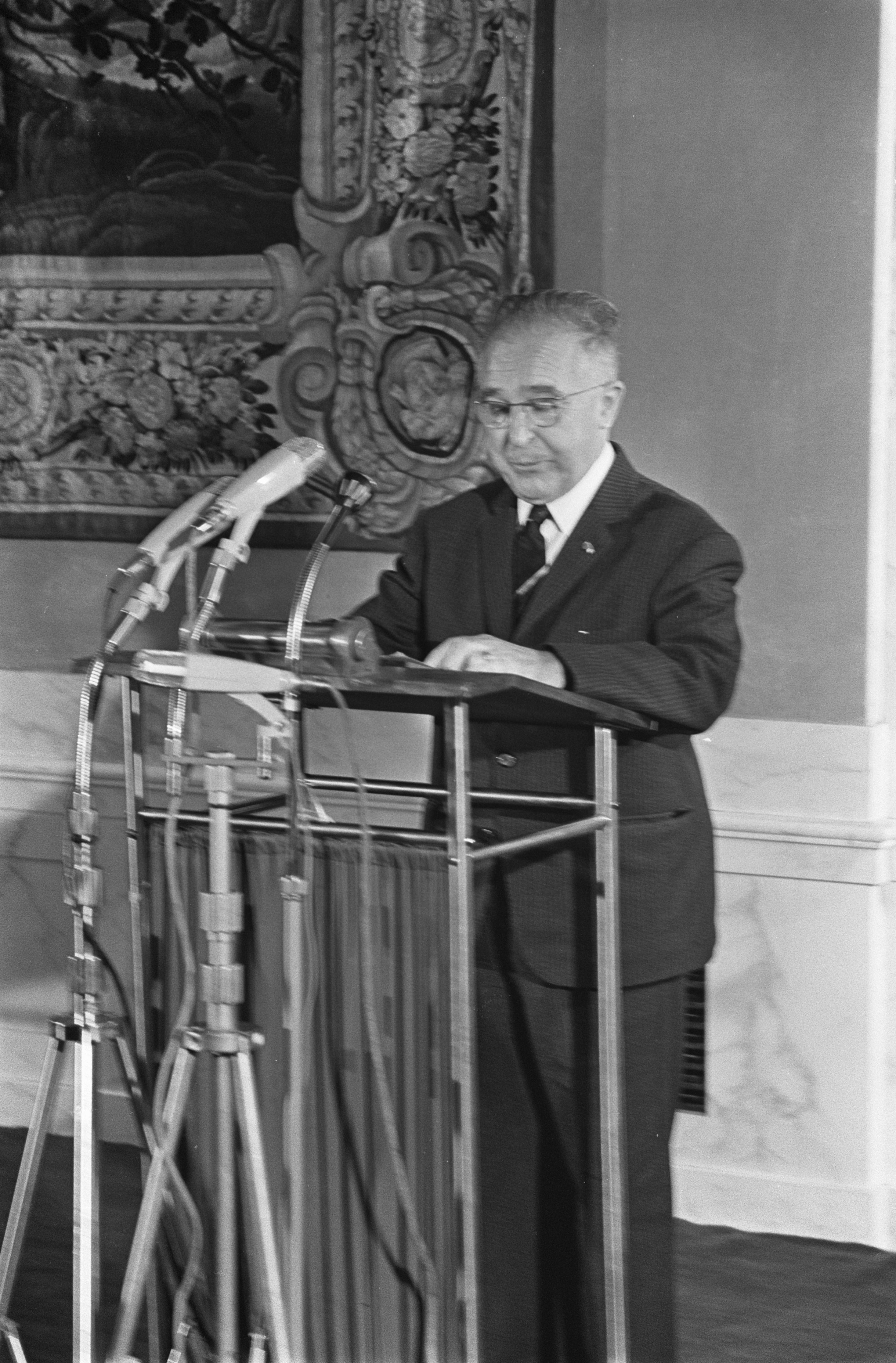
Gerard Walschap (1898-1989)
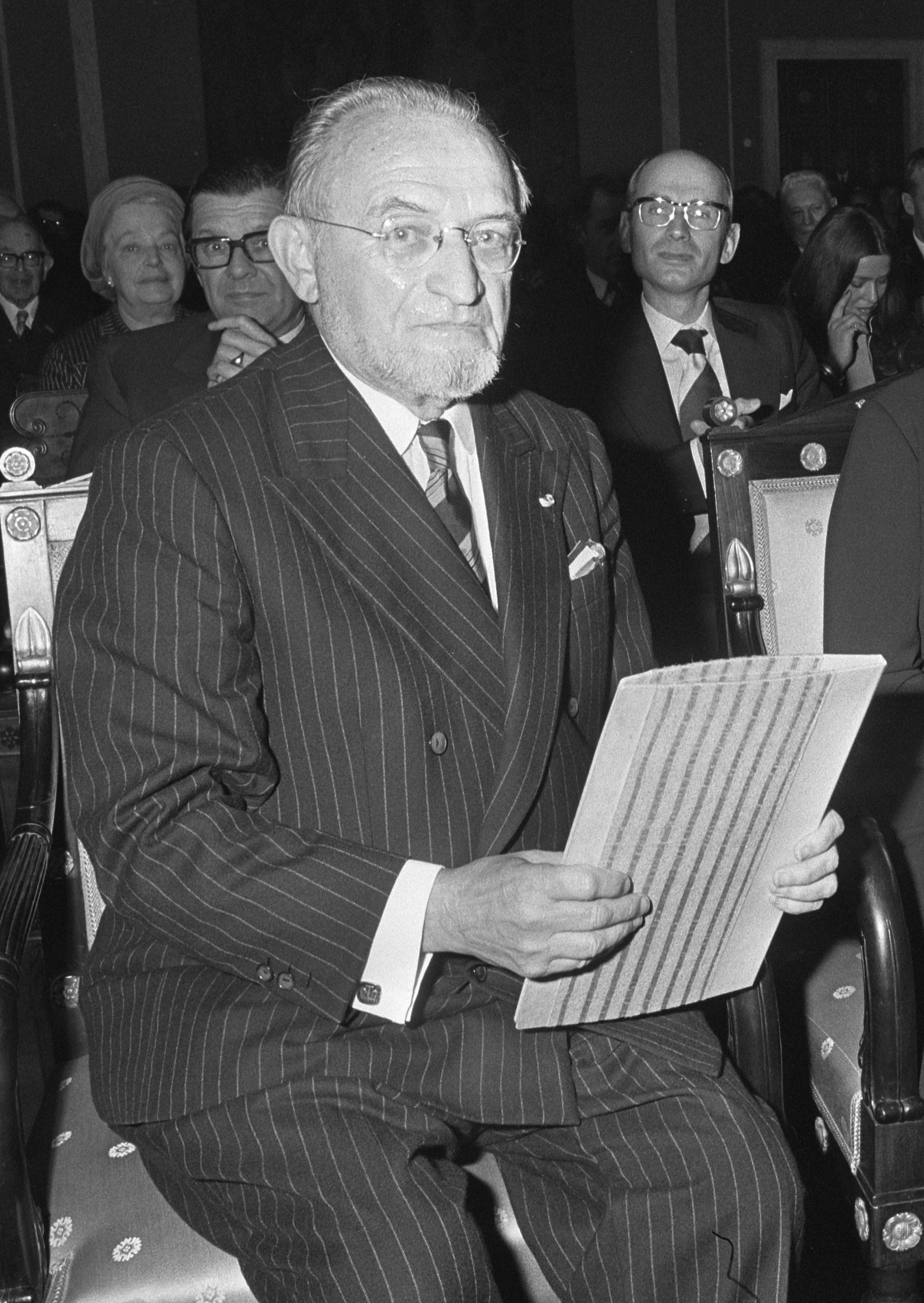
Marnix Gijsen (1899-1984)
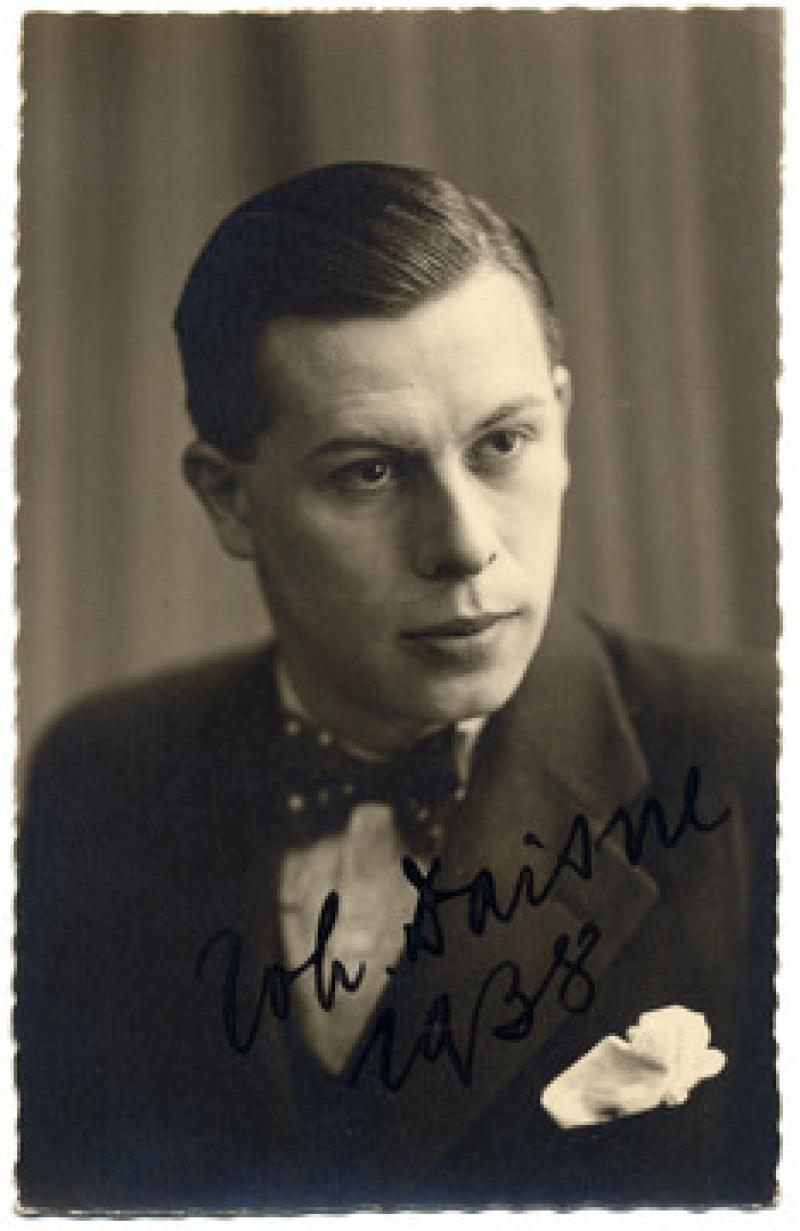
Johan Daisne (1912-1978)
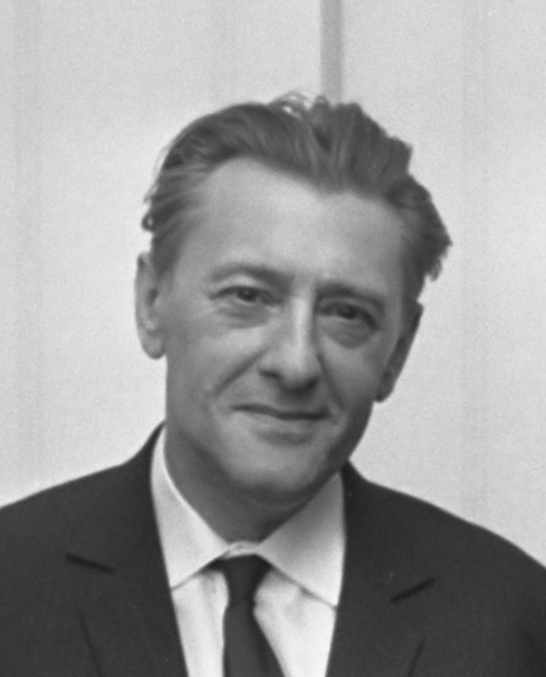
Louis Paul Boon (1912-1979)
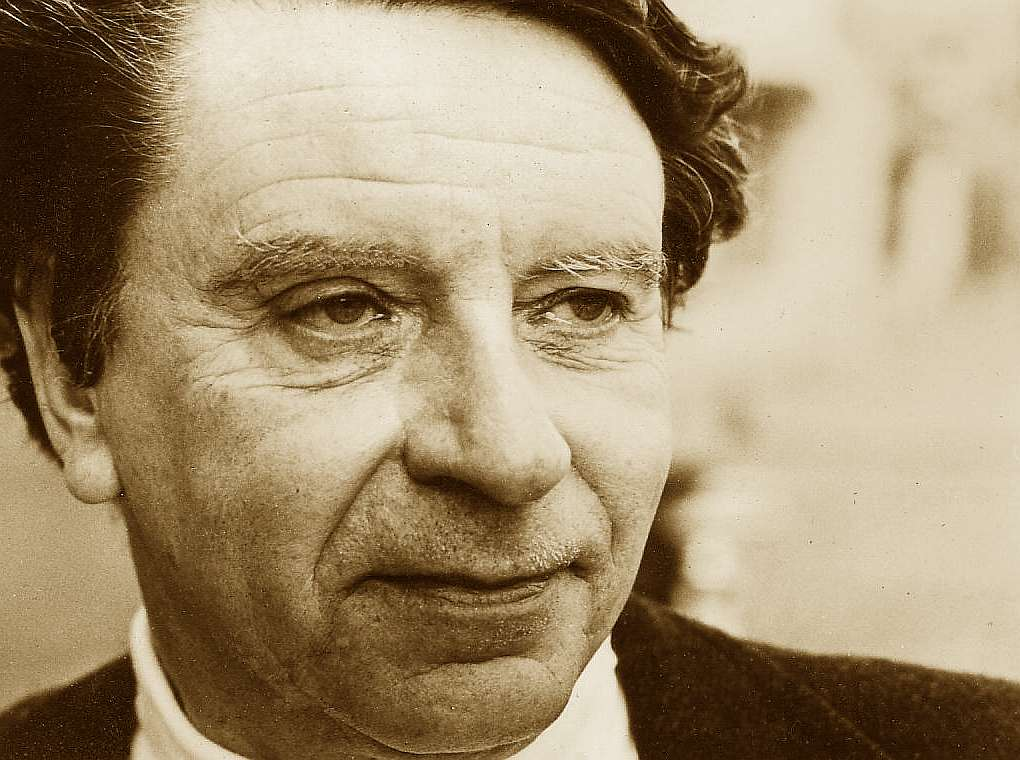
Hubert Lampo (1920-2006)
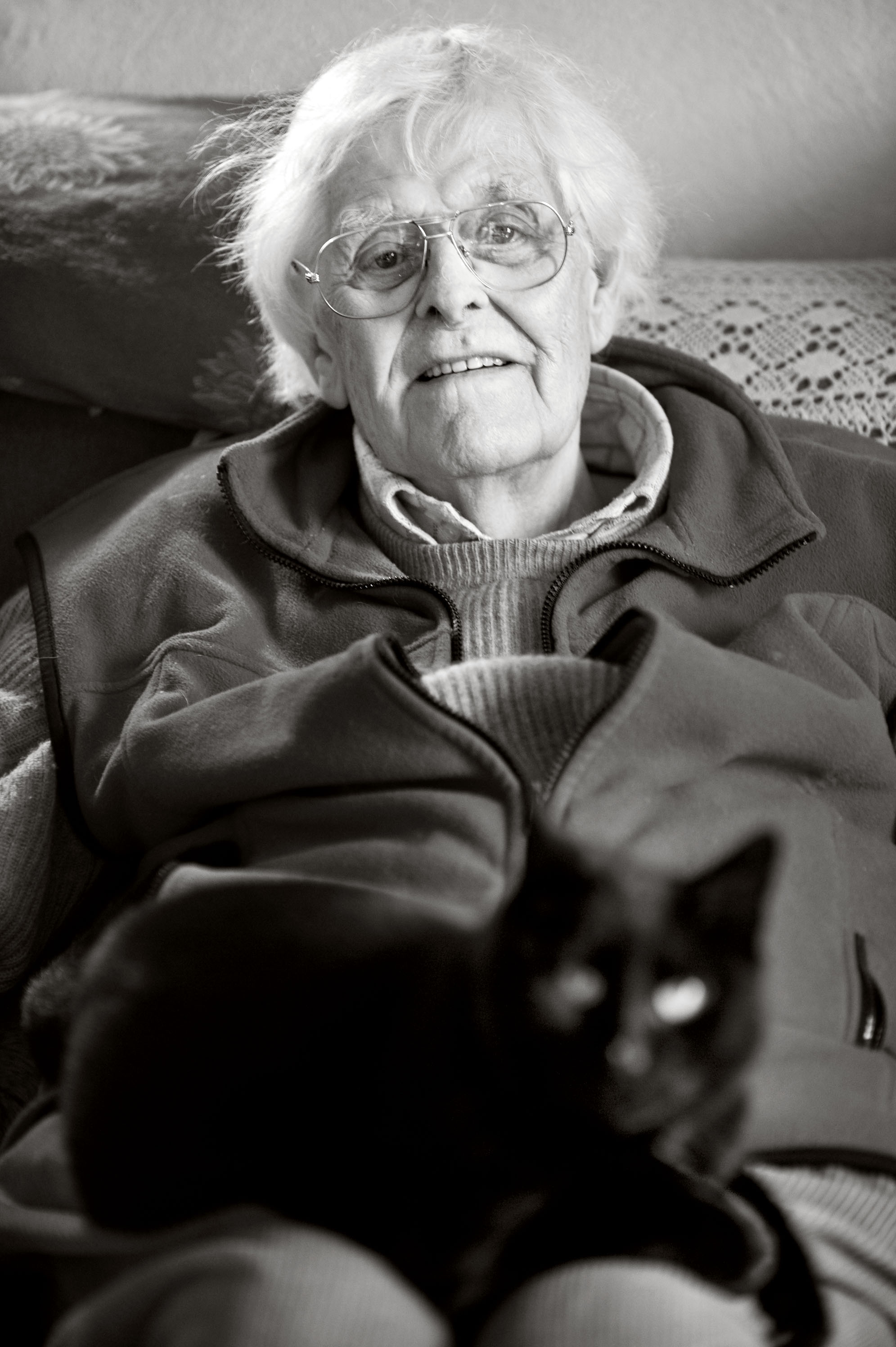
Ivo Michiels (1923-2012)
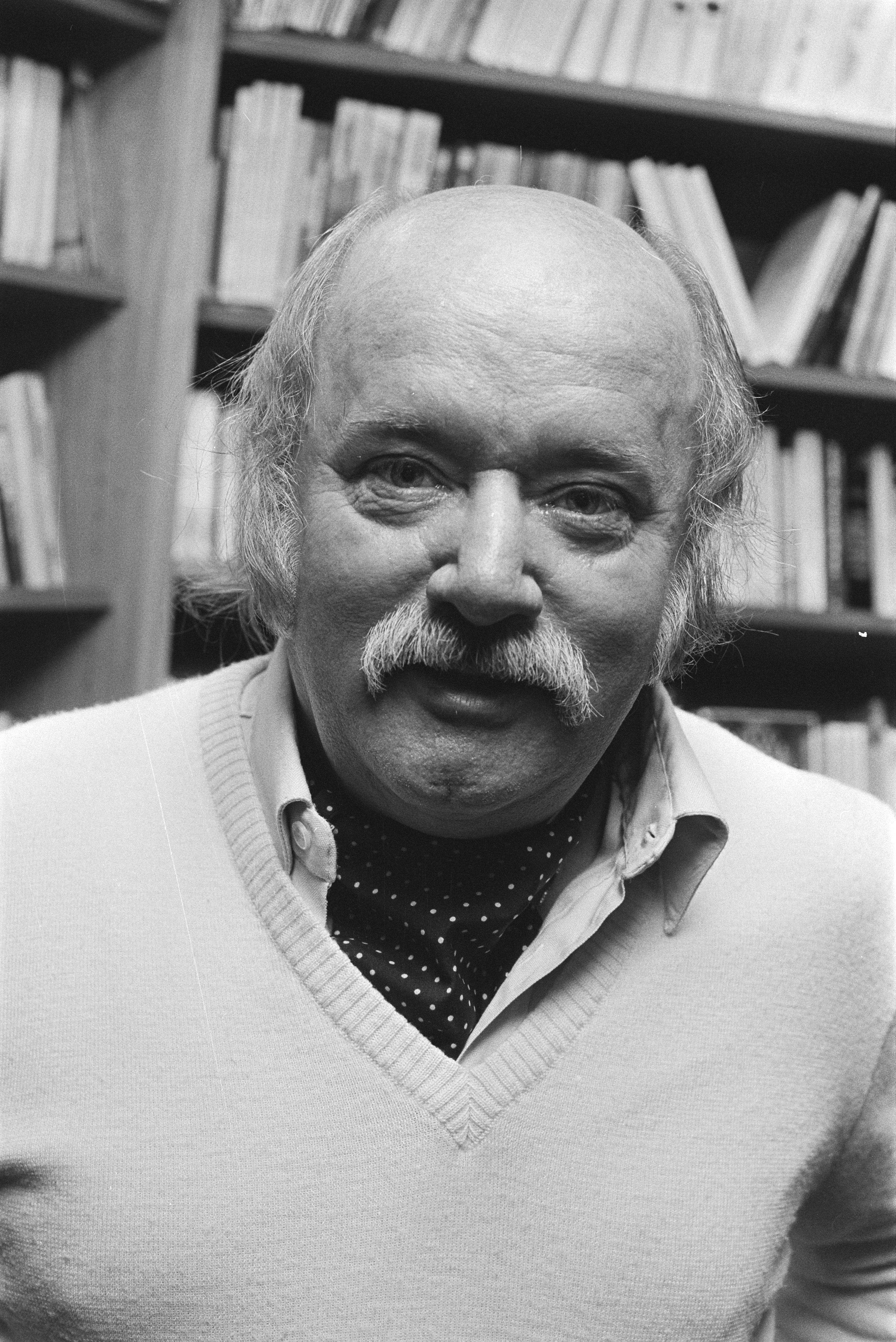
Jos Vandeloo (1925-2015)
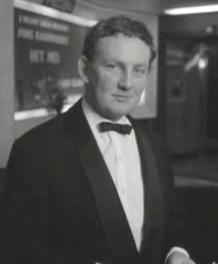
Hugo Claus (1929-2008)
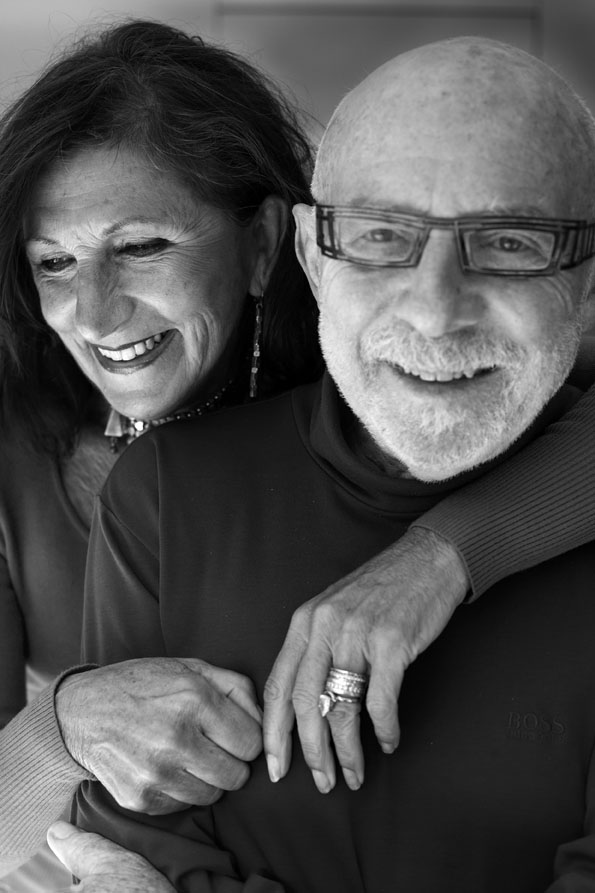
Jef Geeraerts (1930-2015)
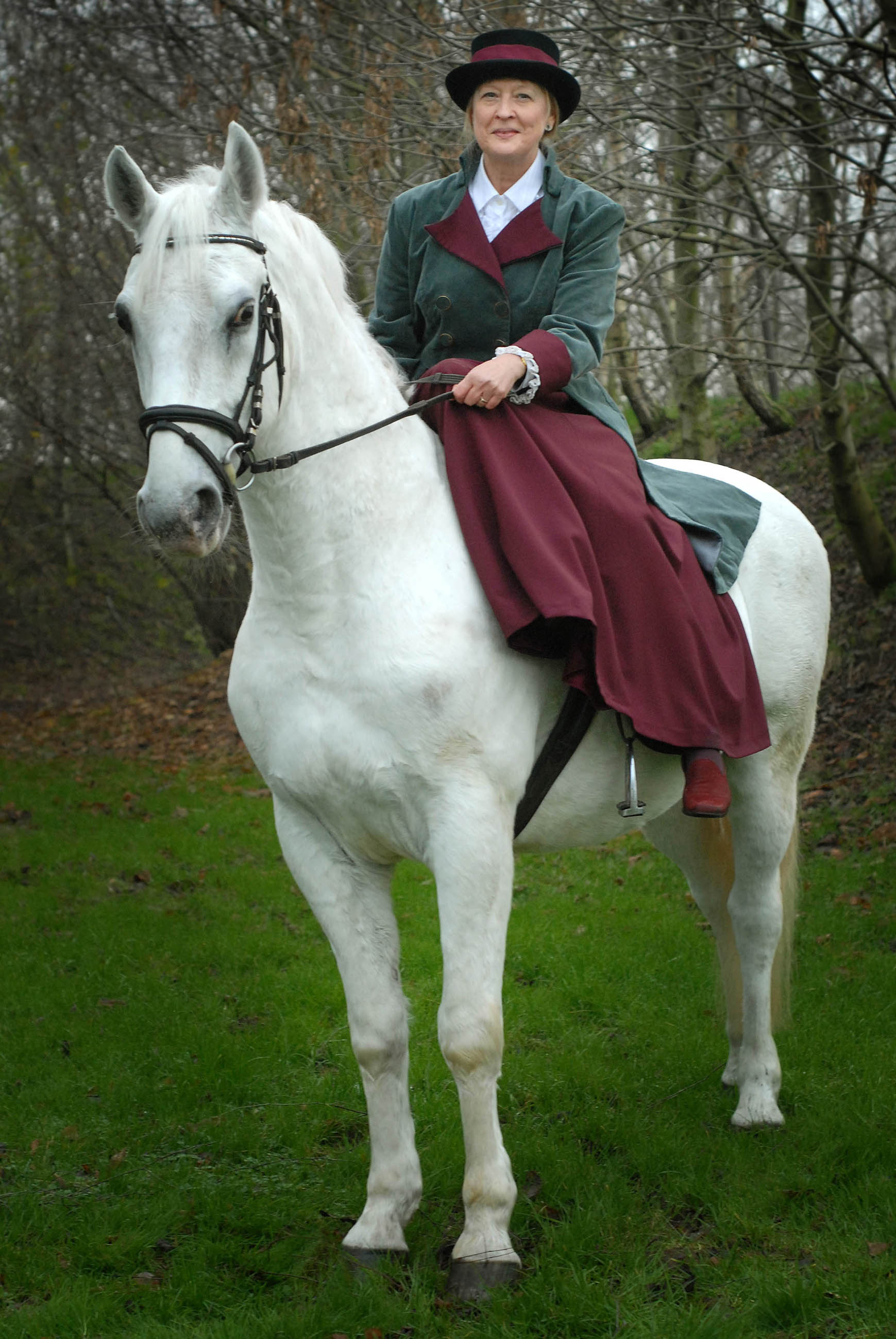
Monika van Paemel (1945-)
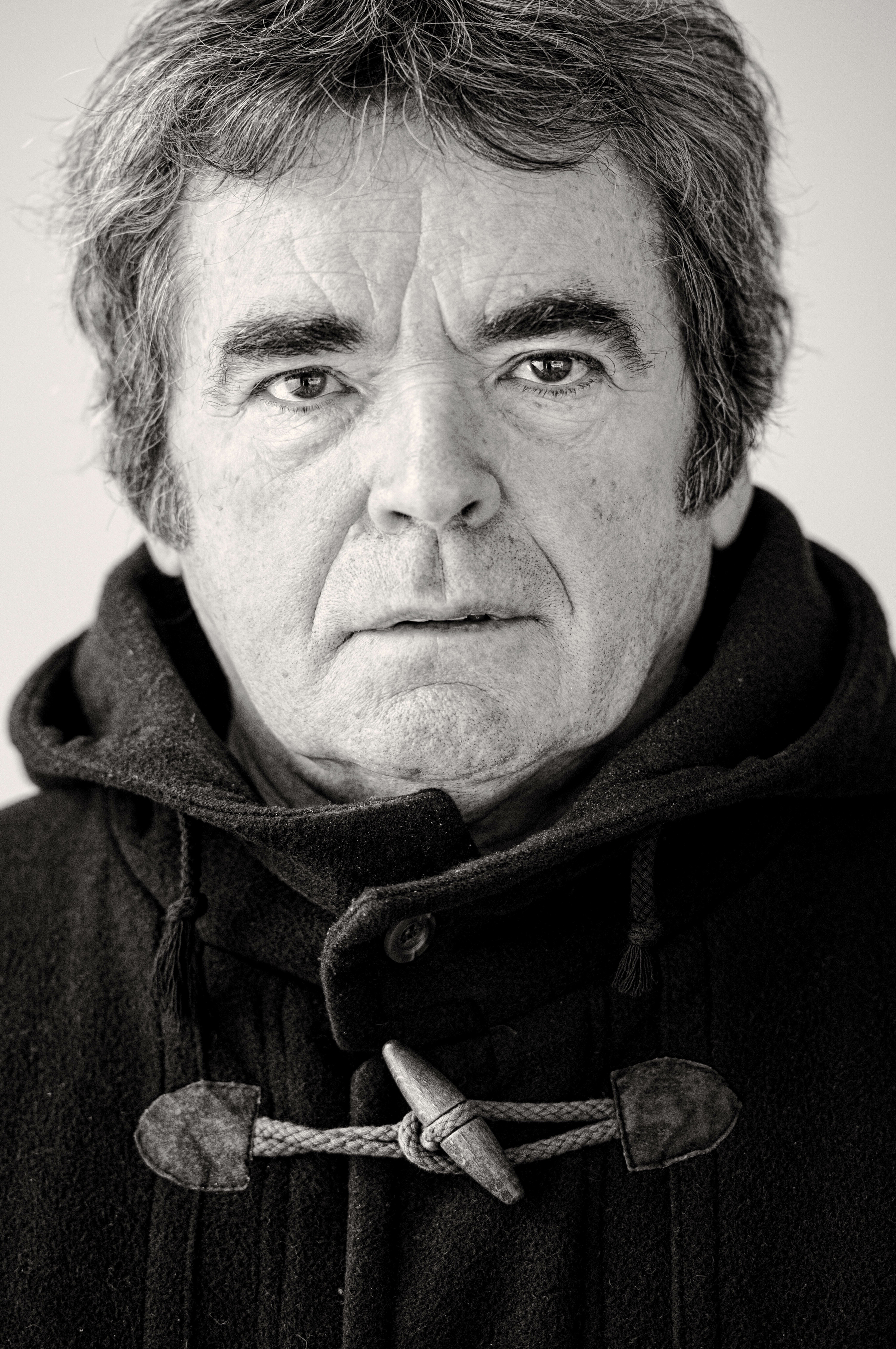
Leo Pleysier (1945-)
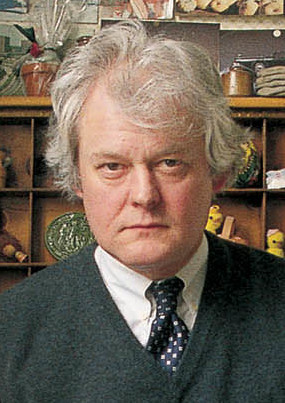
Geert van Istendael (1947-)
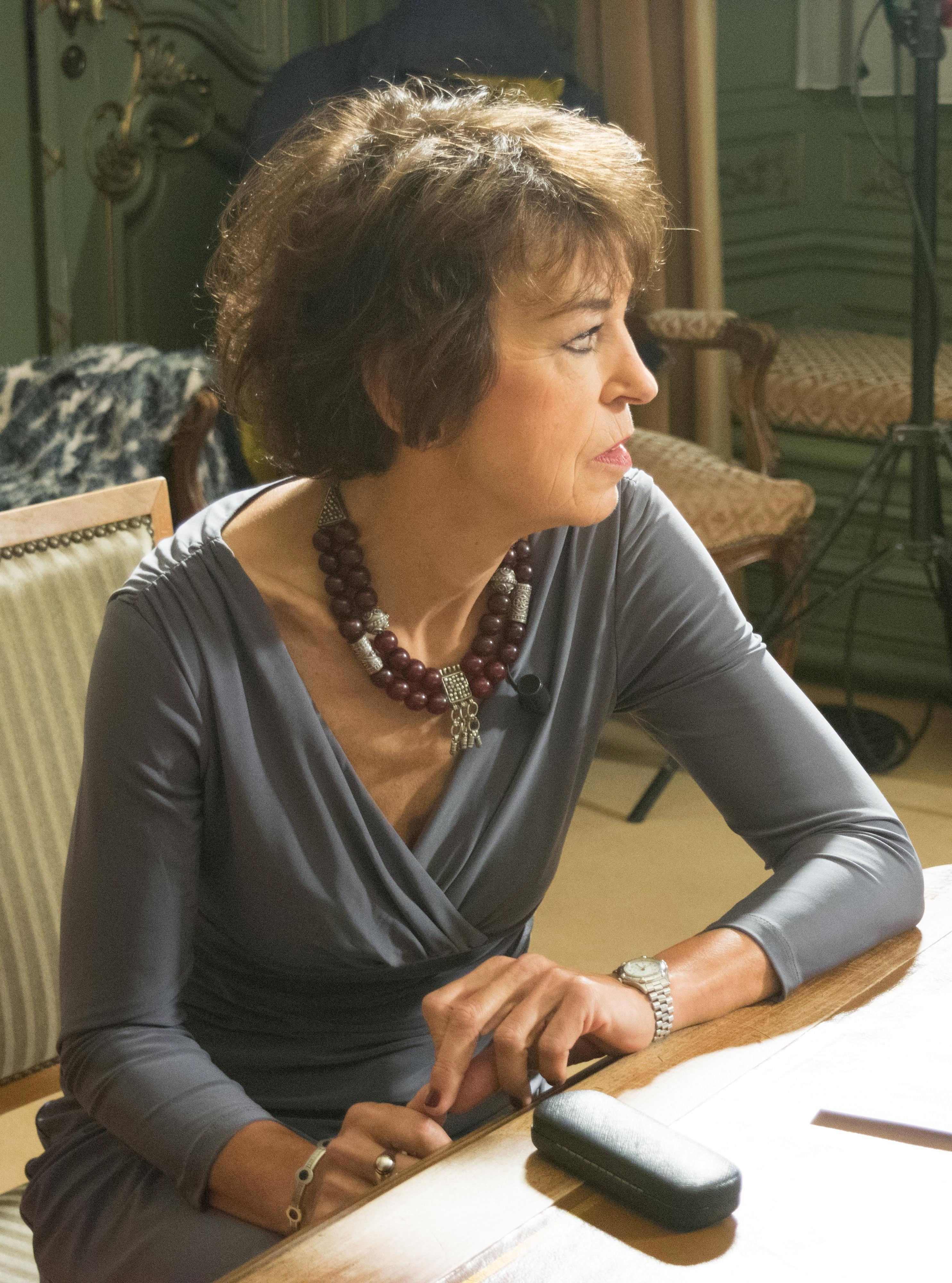
Lieve Joris (1953-)
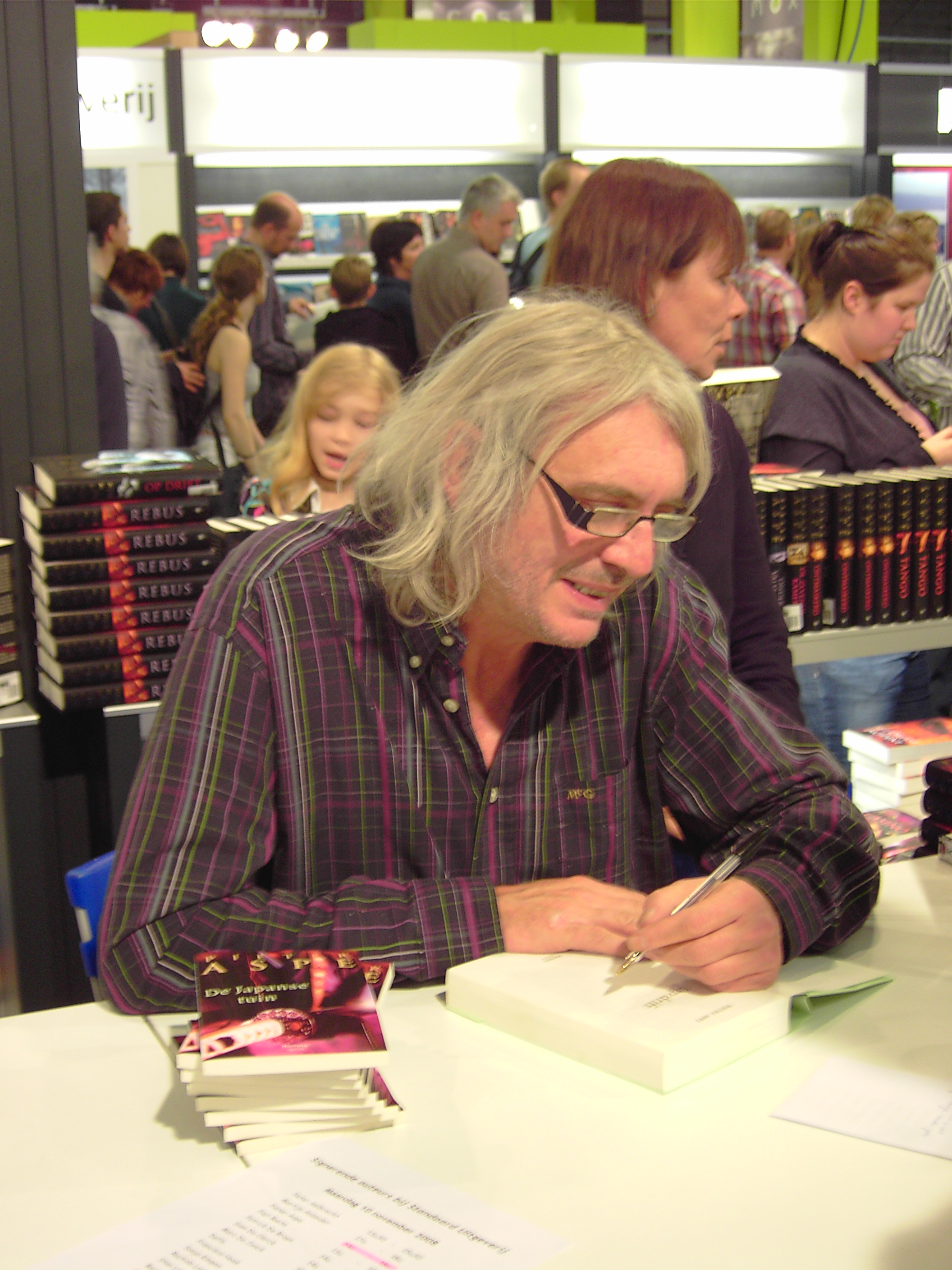
Pieter Aspe (1953-2021)
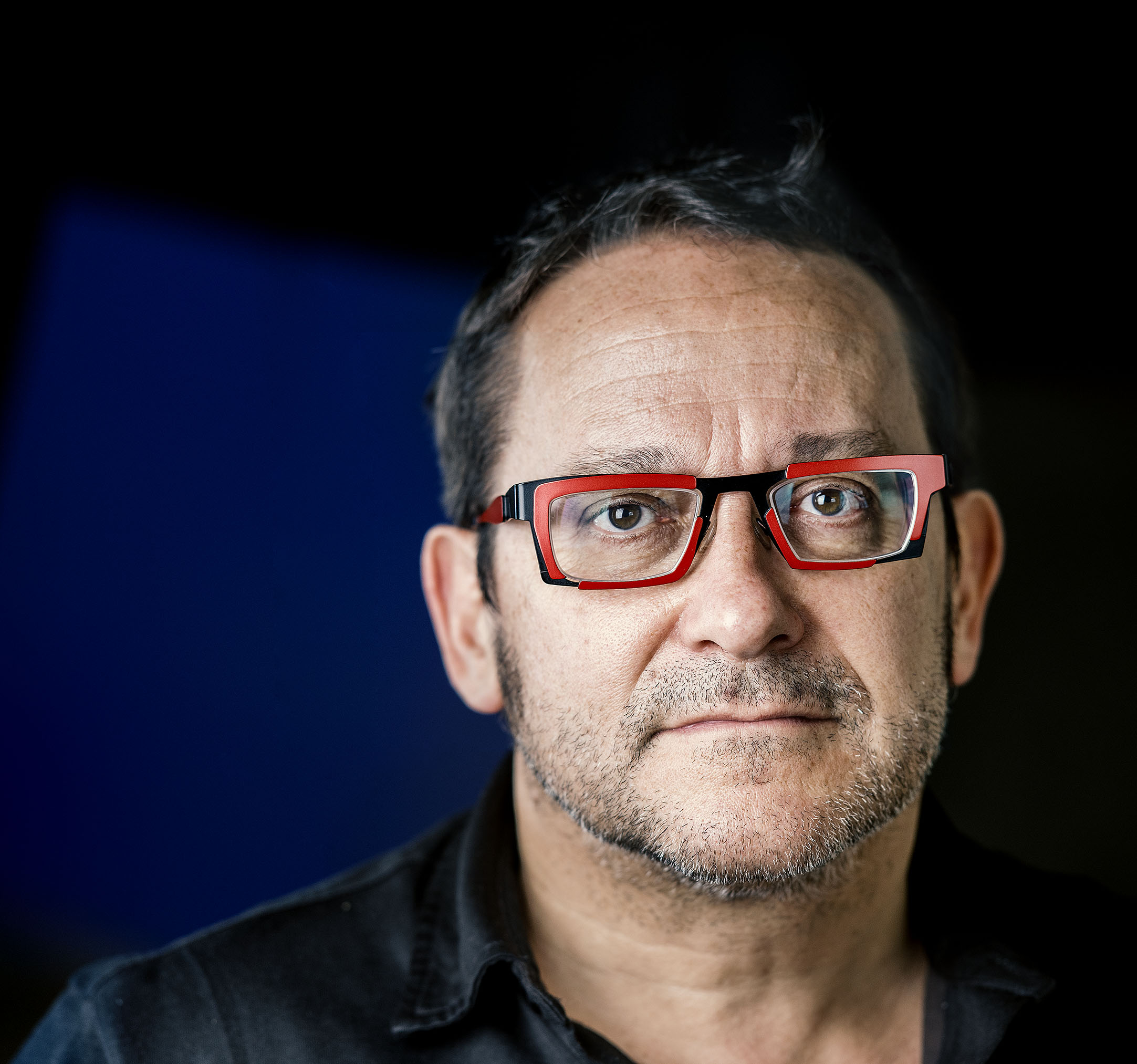
Tom Lanoye (1958-)
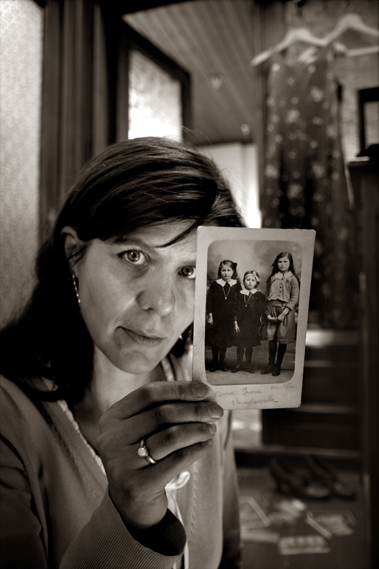
Anne Provoost (1964-)
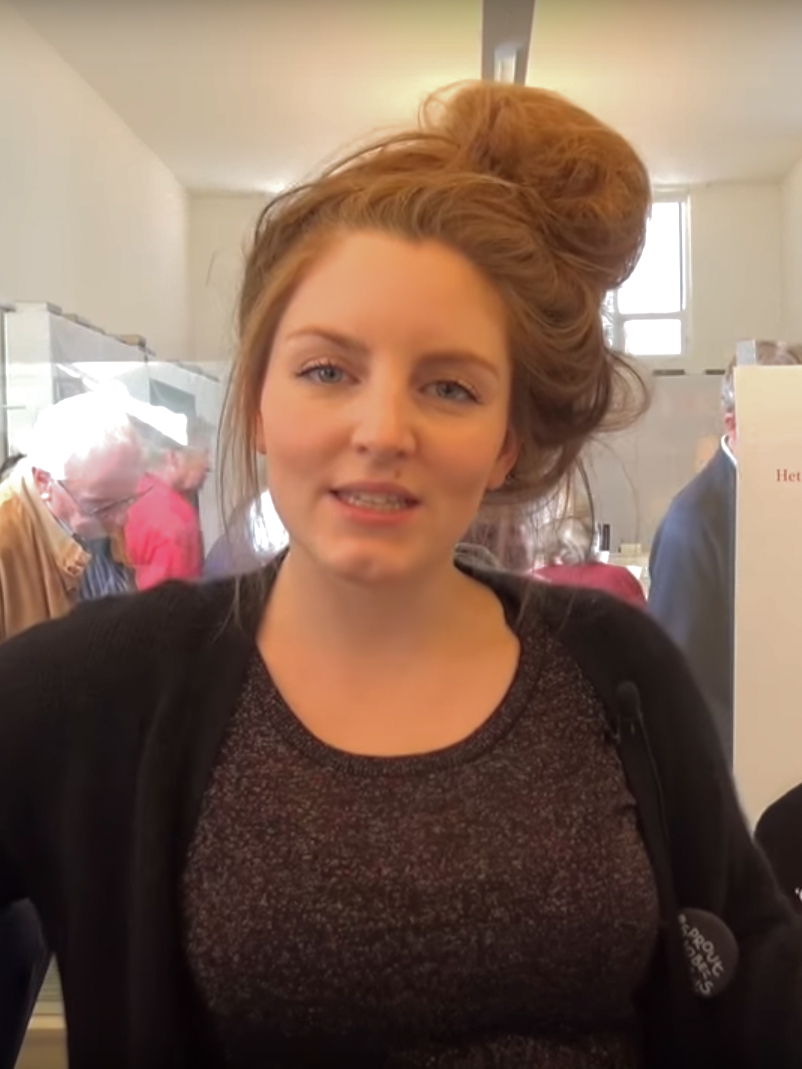
Lize Spit (1988-)

- Maurice Roelants (1895-1966)[1]
- Raymond Brulez (1895-1972)[2]
- Lode Zielens (1901-1944)
- Eric de Kuyper (1942-)
- Rachida Lamrabet (1970-)
- Pol Hoste (en) (1947-)

## Littérature de langue wallonne

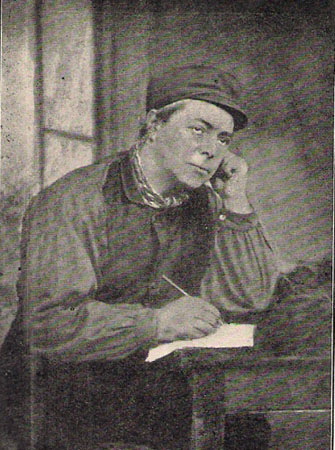
Le chansonnier Jacques Bertrand

Il existe aussi une littérature qui s'écrit et s'imprime depuis plusieurs siècles en wallon. Ou encore en picard et gaumais (ou lorrain) depuis moins de temps. C'est à Liège qu'elle a commencé à être imprimée.  Maurice Piron a réalisé l'anthologie (voir bibliographie), de cette littérature certes minoritaire, mais qui s'illustre dans tous les genres: l'essai, la polémique politique ou religieuse, le roman, le théâtre (le théâtre en wallon attire plus de 200 000 spectateurs chaque année), la poésie, la chanson... Notons dans ces différents domaines (liste à titre d'exemple et non exhaustive): Géo Libbrecht (1891-1976), Gabrielle Bernard (1893-1973), Paul André (1941-2008), Guy Cabay (1950-), Julos Beaucarne (1936-2021)..., écrivains qui s'expriment souvent tant en français que wallon.
La littérature française qui s'est édifiée dans les régions correspondant à l'espace de la Belgique romane est marquée au Moyen Âge, linguistiquement, par des traits wallons ou picards et même on s'accorde à considérer que la Séquence de sainte Eulalie, marquée par ces traits, est le premier texte littéraire "français". C'est aussi le cas par exemple de Froissart et d'autres textes français plus anciens.
- Littérature wallonne
- Théâtre wallon
- Anthologie de la littérature dialectale de Wallonie (1979)
- Société de langue et de littérature wallonnes

### Sélection d'auteurs
- Joseph Dejardin (1819-1895)
- Nicolas Defrêcheux (1825-1874)
- Roger Viroux (wa) (1927-2005)
- Léon Bernus (1834-1881)
- Édouard Remouchamps (1836-1900)
- Henri Simon (1856-1939)
- Eugène Gillain (1882-1955)
- Gabrielle Bernard (1893-1963)
- Arthur Masson (1896-1970)
- Willy Bal (1916-2013)
- Lucien Somme (wa) (1932-2012)
- Julos Beaucarne (1936-2021)
- Joseph Bily (1940-)
- Guy Cabay (1950-)
- Chantal Denis (wa) (1952-)[5]
- Lucien Mahin (1953-)
- Joël Thiry (1957-)[6]

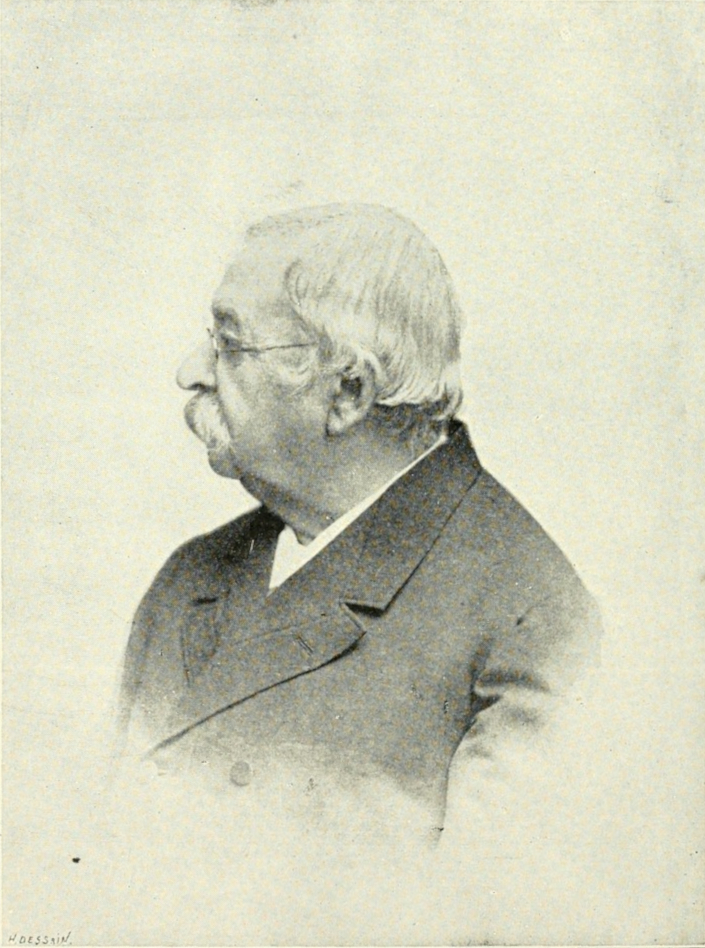
Joseph Dejardin
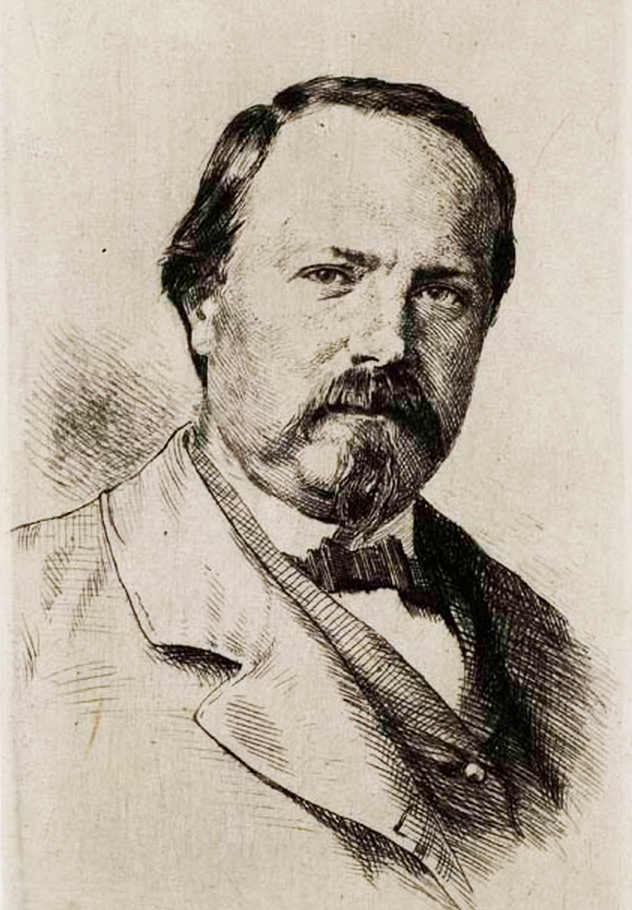
Nicolas Defrêcheux
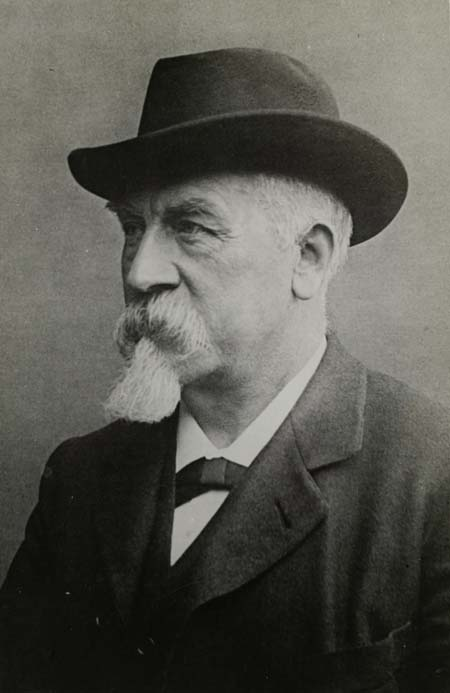
Édouard Remouchamps
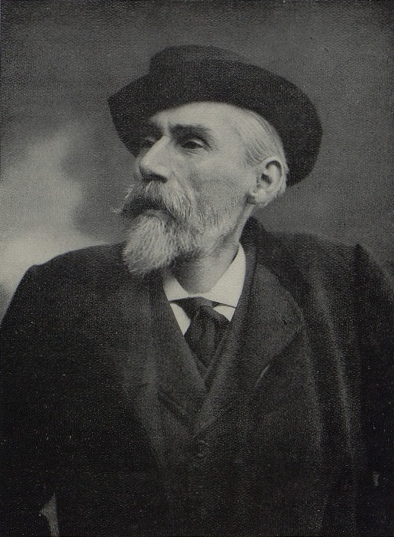
Henri Simon
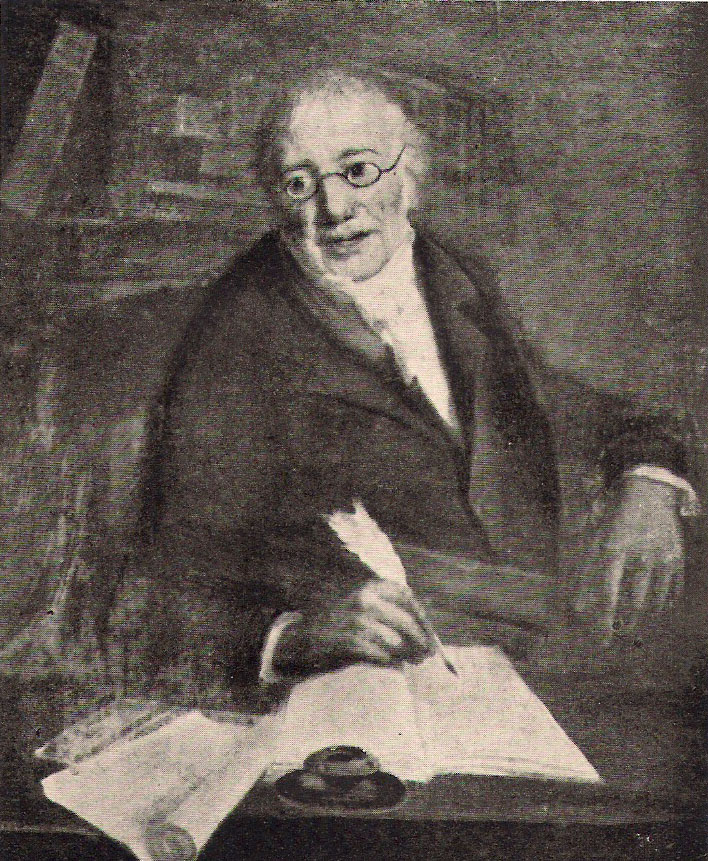
Charles-Nicolas Simonon
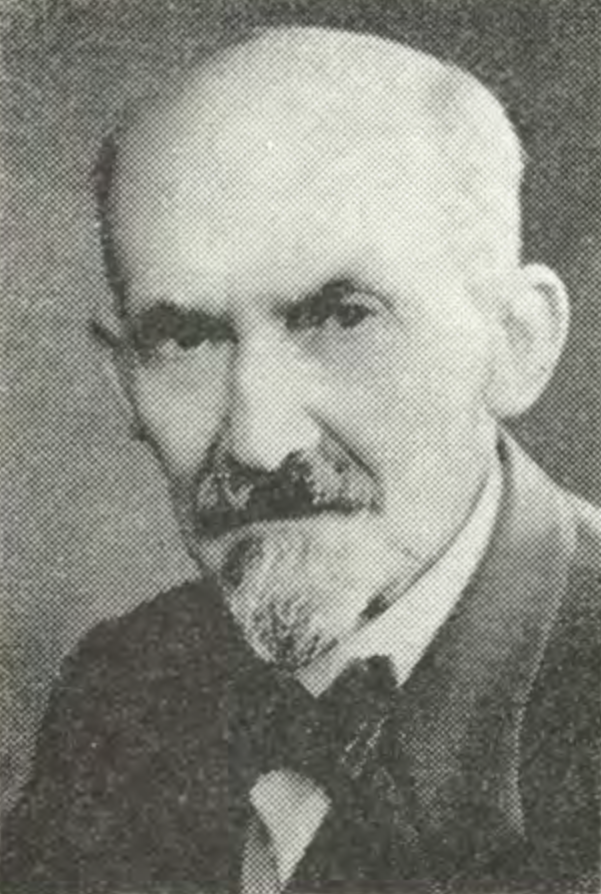
Eugène Gillain
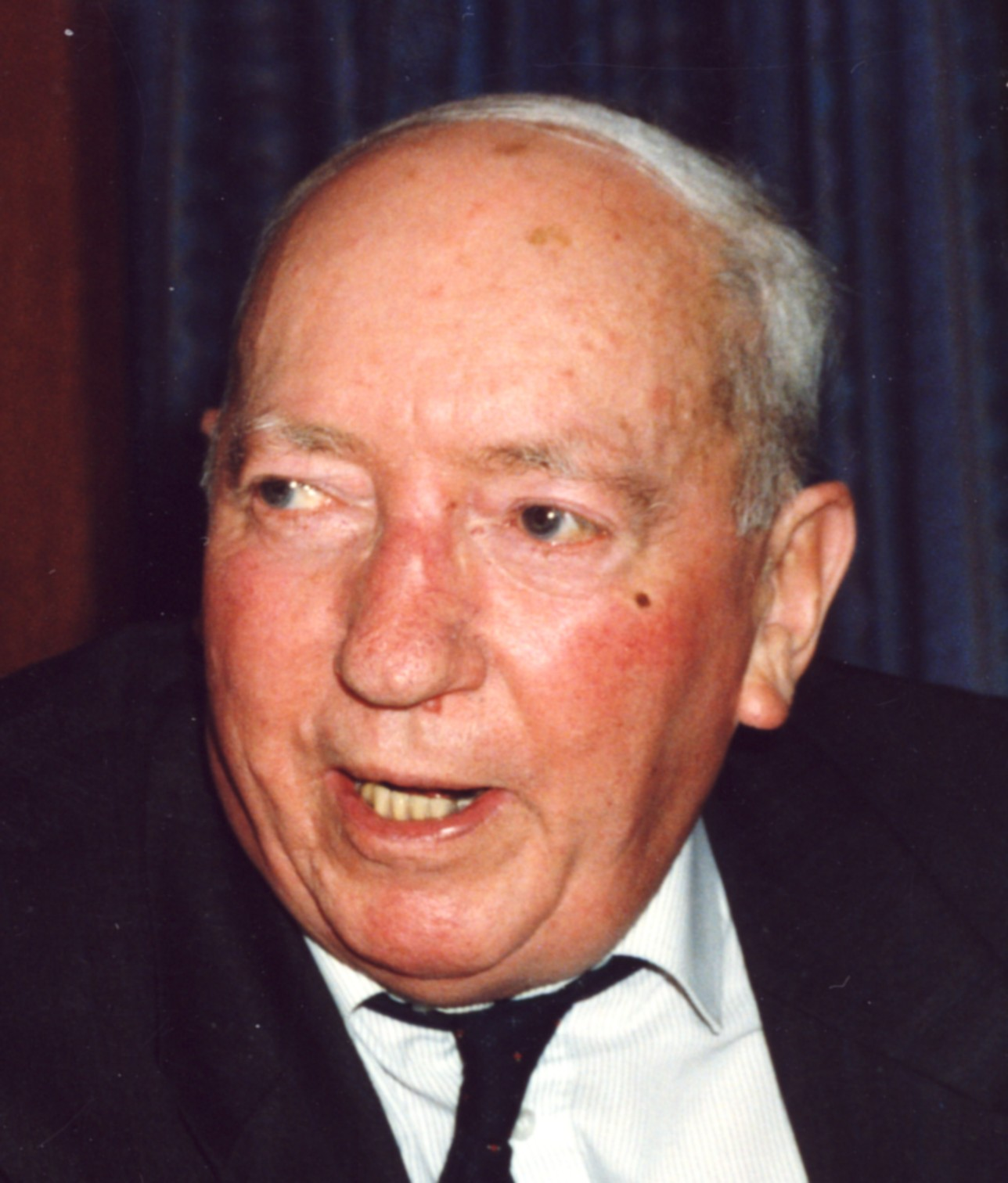
Willy Bal
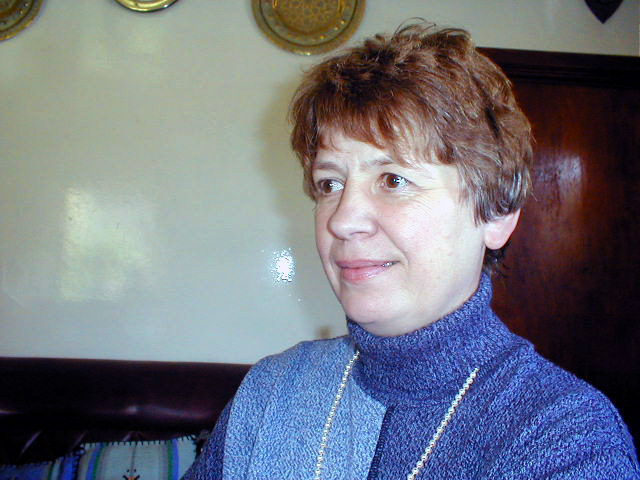
Chantal Denis (2002)
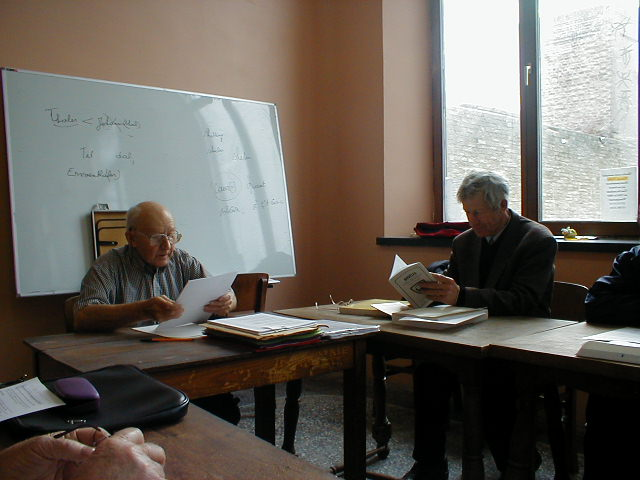
Roger Viroux (2002)
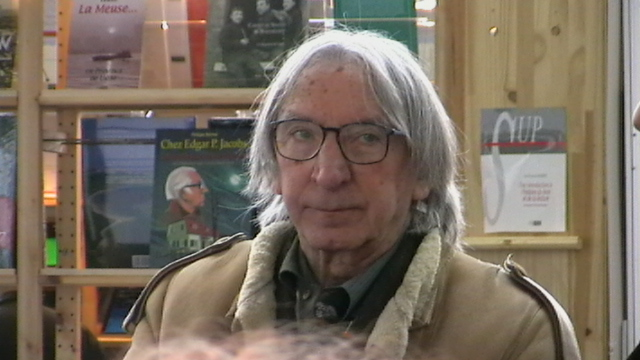
Émile Gilliard (2008)
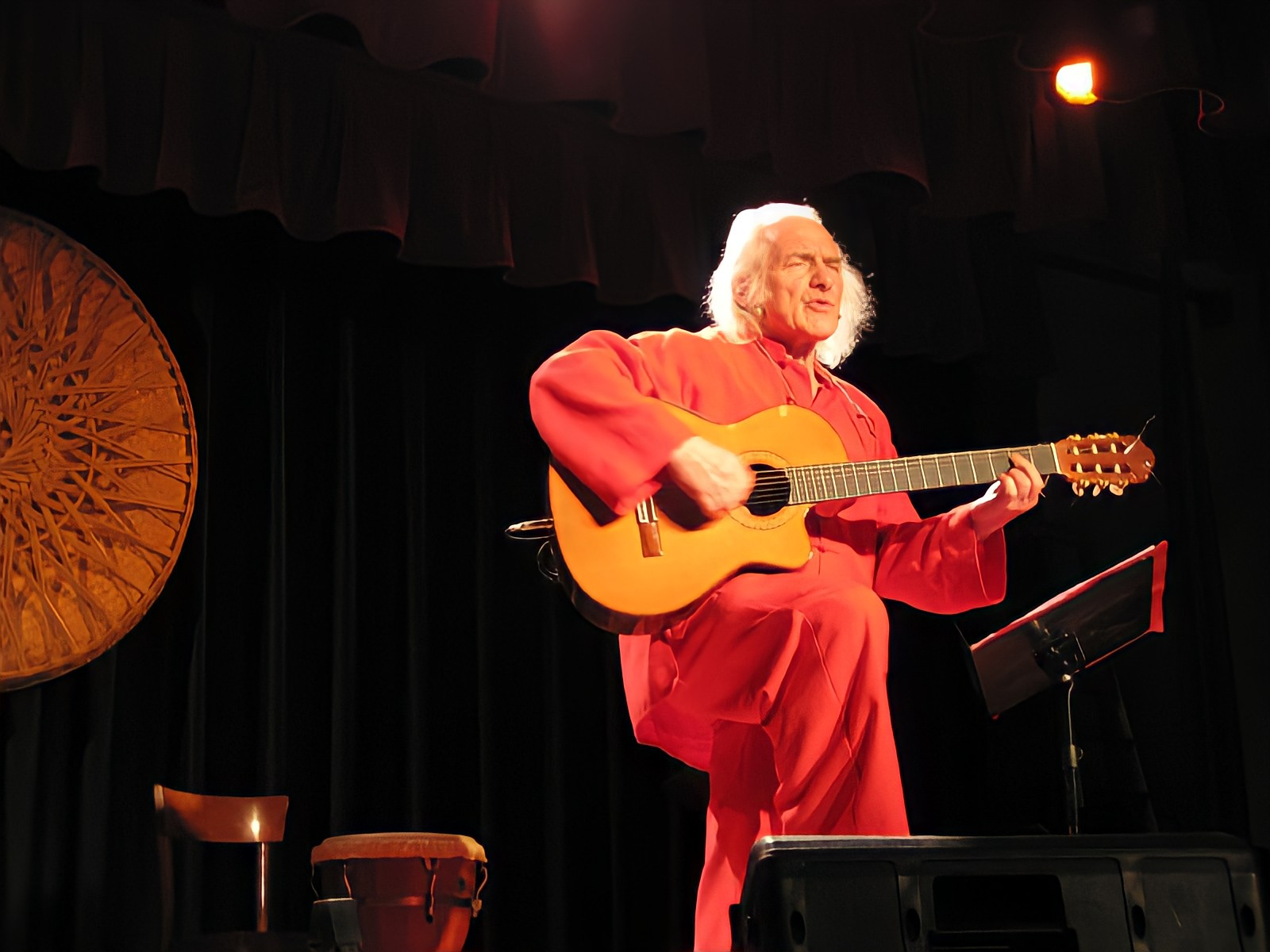
Julos Beaucarne
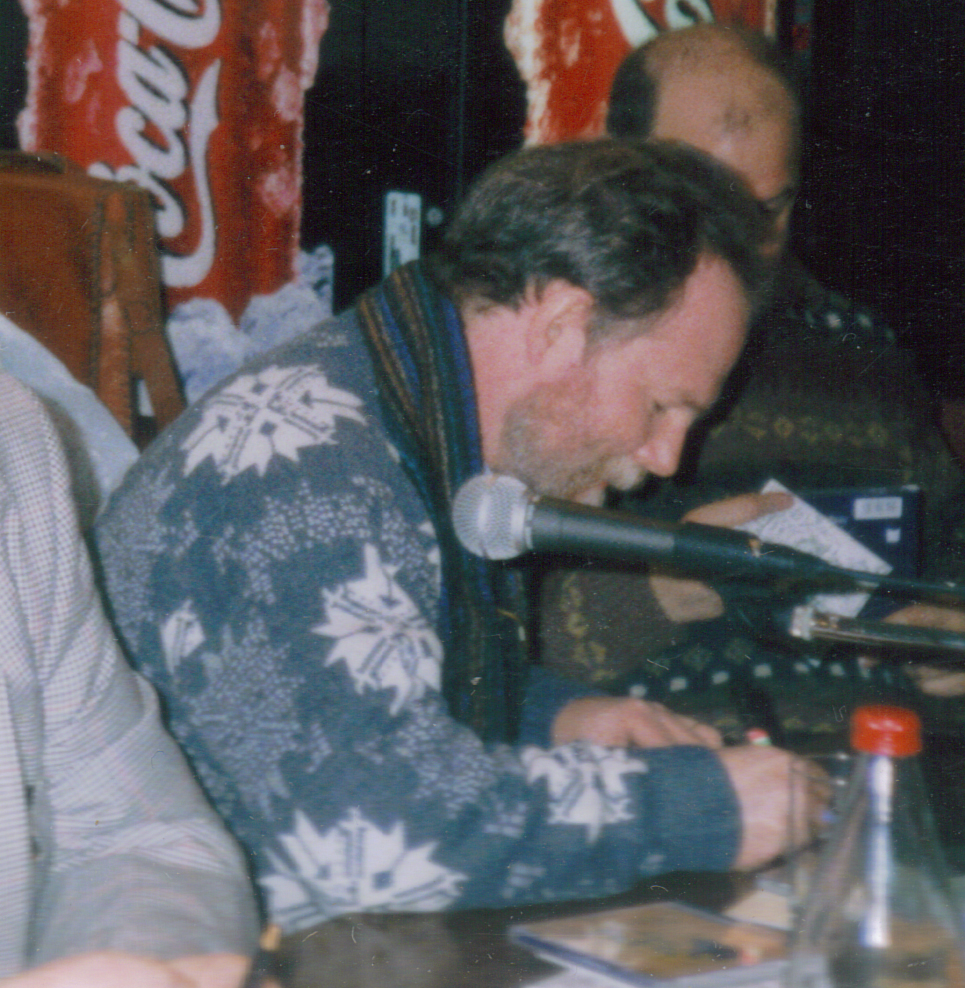
Guy Cabay
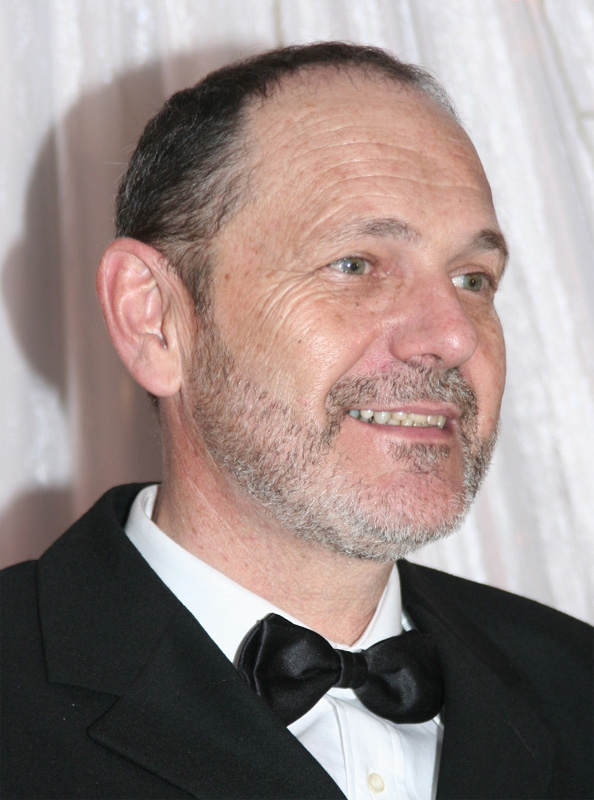
Lucien Mahin

## Auteurs
- Liste d'écrivains belges par ordre alphabétique
- Liste d'auteurs flamands
- Liste d'écrivains wallons
- Liste alphabétique d'écrivains de langue française
- Liste d'écrivains de langue française par année de naissance
- Romanciers belges
- Dramaturges belges
- Poètes belges
- Essayistes belges
- Traducteurs belges
- Auteurs belges de littérature d'enfance et de jeunesse

## Œuvres
- Œuvres littéraires belges par genre
- Pièces de théâtre belges
- Bande dessinée belge, Bande dessinée franco-belge, Centre belge de la bande dessinée
- Chansons belges
- Romans belges
- Poésie belge

## Institutions
- Liste d'archives en Belgique (en)
- Liste de bibliothèques en Belgique (en)
- Académie royale des sciences, des lettres et des beaux-arts de Belgique
- Académie royale de langue et de littérature françaises de Belgique et Koninklijke Academie voor Nederlandse Taal- en Letterkunde
- Association des écrivains belges de langue française
- Festivals littéraires en Belgique, dont la Foire du livre de Bruxelles, Masonica, Les Parlantes et Trolls et Légendes.
- Prix littéraires en Belgique, dont Gouden Uil
  - Prix de l'Académie royale de langue et de littérature françaises
  - Les Espiègles (prix littéraires), liste des prix littéraires de la Communauté française de Belgique